# 러시아의 우크라이나 침공 중 러시아 공격
2022년 2월 24일 시작된 러시아의 우크라이나 침공의 결과로 러시아 본토에서 여러 공격이 발생했다. 주요 목표는 군사, 군수 산업 및 석유 산업이었다. 공격 중 다수는 드론 공격, 화염병 공격, 철도 사보타주였다. 우크라이나 정보 기관은 이러한 공격 중 일부를 수행했음을 인정했다. 다른 공격은 러시아 내 반전 운동에 의해 수행되었다. 또한 우크라이나에서 주로 벨고로드, 쿠르스크, 브랸스크 주에 대한 국경 간 포격, 미사일 공격 및 비밀 작전이 있었다. 여러 차례 우크라이나에 기반을 둔 준군사 조직이 러시아에 침입하여 국경 마을을 점령하고 러시아군과 싸웠다. 이들은 주로 러시아 이민자로 구성된 부대에 의해 수행되었다. 우크라이나는 이러한 지상 침입을 지원했지만 직접적인 개입은 부인했다.
2024년 8월, 우크라이나군은 쿠르스크주로 공세를 시작하여 수많은 정착지를 점령했다. 이는 전쟁 시작 이래 러시아에 대한 가장 큰 공격이었으며, 주로 우크라이나 정규군에 의해 수행된 첫 번째 공격이었다.
침공에 대응하여 러시아가 2014년 합병한 크림 반도의 러시아군에 대한 공격도 있었다.

## 포격, 드론 공격 및 사보타주

### 2022년 2월~3월
2022년 2월 25일, 밀레로보 공군 기지가 공격받았는데, 이는 토치카-U 미사일에 의한 것으로 추정된다. Su-30SM 전투기 한 대가 지상에서 파괴되었다.
3월 1일, 로스토프주의 타간로크에 있는 군사 공군 기지에서 폭발이 일어났다. 이는 우크라이나의 행동 때문이라는 주장이 있었다.
3월 23일과 24일, 벨고로드주 주지사 뱌체슬라프 글라드코프는 주라블료프카와 Nekhoteyevka가 우크라이나 측의 포격을 받았다고 보고했다. 다음 날, 모스크바 총대주교청은 담당사제 올레그 아르툠모프가 주라블료프카에서 우크라이나의 BM-30 스메르치 공격으로 사망했다고 주장했다.
3월 29일, 지방 관리들은 우크라이나 국경 근처 벨고로드시 외곽에서 일련의 폭발이 일어났다고 보고했다. 나중에 이 폭발은 화재로 인해 발생했을 수 있다고 보고되었다.

### 2022년 4월
2022년 4월 1일, 지역 주지사 뱌체슬라프 글라드코프와 익명의 미국 관리들에 따르면, 우크라이나 Mi-24 헬리콥터 2대가 벨고로드에 있는 연료 저장소를 저고도 공습으로 공격하여 불을 질렀으며, 인명 피해는 보고되지 않았다. 우크라이나는 이 사건을 러시아의 선전으로 부인하고 일축했다. 우크라이나 보안 관리 올렉시 다닐로프는 우크라이나가 헬리콥터 공격의 배후가 아니라고 부인했다. 대신 그는 "벨고로드 인민 공화국"을 탓하며 농담을 던졌다. 같은 날, 주 내 다른 지역에서 로켓이 폭발했지만, 명확한 궤적과 모델 때문에 오픈 소스 연구자들은 그것이 실패한 러시아 미사일일 것이라고 의심했다.
4월 11일, 벨고로드, 브랸스크, 쿠르스크, 보로네시 주는 모두 테러 경보 시스템을 3단계 중 두 번째 단계인 "노랑"으로 올렸다. 크림 공화국과 크라스노다르 변경주는 특정 지역의 경보 수준을 높였다. 벨고로드 당국은 2주간 불꽃놀이와 폭죽을 금지하는 명령을 내렸다.
2022년 4월 14일, FSB 국경수비대는 4월 13일 브랸스크주 Novye Yurkovichi 근처의 국경 검문소가 우크라이나 측의 박격포 공격을 받았으며, 러시아로 향하던 약 30명의 우크라이나 난민 그룹이 그곳에 있었다고 보고했다. 공식 주장에 따르면, 자동차 2대가 손상되었지만 부상은 기록되지 않았다.
같은 날, 지역 및 지방 당국은 우크라이나가 벨고로드주의 Spodaryushino 마을(모크라야 오를로프카 근처)을 포격하여 여러 폭발을 일으켰다고 밝혔다. 부상은 발생하지 않았지만, 마을 주민들은 가능한 확대에 대한 우려로 일시적으로 대피했다. 이웃 마을 주민들도 이주했다. 벨고로드주 주지사 뱌체슬라프 글라드코프는 공격이 "우크라이나 측에서 왔다"고 말했다. 글라드코프에 따르면, 별도의 주장된 공격에서 주라블료프카 주민 한 명이 부상을 입었다.
또한 4월 14일, 러시아 수사위원회는 우크라이나 공격 헬리콥터가 브랸스크주 클리모보 마을의 주거 지역에 미사일 6발을 발사하여 건물 6채를 손상시켰다고 밝혔다. 러시아 보건부 관계자들은 7명이 부상을 입었고, 그 중 2명은 중상이라고 밝혔다. 시 병원 관계자들에 따르면, 부상자 중에는 임산부와 두 살배기 어린이가 포함되어 있었다. 자유유럽방송에 따르면, 브랸스크의 불타는 집을 담은 미확인 영상이 인터넷에서 입소문을 탔다. 다음 날, 러시아 보안 기관은 이 사건 동안 밀 Mi-8 헬리콥터를 격추했다고 주장했다.
4월 15일, 러시아는 주장된 국경 공격에 대한 보복으로 우크라이나 수도 키이우에 대규모 미사일 공격을 감행했다. 러시아의 공격은 2022년 키이우 공세를 중단한 이후 가장 큰 규모였다.
우크라이나는 2022년 4월 14일 공격의 배후라는 주장을 부인하고, 대신 러시아 정보기관이 국내에서 "반우크라이나 히스테리를 부추기기 위해 테러 행위를 저지르려" 했다고 주장했다. 공격 후, 우크라이나 보안국은 러시아가 우크라이나를 비난하기 위해 의도적으로 마을을 포격했음을 보여주는 러시아 군인들 간의 도청된 대화라고 주장하는 내용을 공개했다. 주장된 군인 중 한 명은 1999년 러시아 아파트 폭탄 테러를 언급하며 "체첸 전쟁에서도 똑같은 일이 일어났다. 모스크바에서 아파트가 폭파되었고, 마치 테러리스트처럼 보였다. 사실은 FSB 요원들이다"라고 말했다. 우크라이나 내무부 고문 안톤 헤라셴코는 러시아 군사 시설에서 "무언가 떨어져 불이 붙었다"고 말하며, 우크라이나의 책임을 명시적으로 확인하거나 부인하지 않았다.
4월 19일, 벨고로드 주지사는 우크라이나군이 Golovchino 마을을 공격하여 30채 이상의 가옥을 손상시키고 3명의 주민에게 경미한 부상을 입혔다고 비난했다. 4월 25일, 벨고로드 주지사에 따르면, 주라블료프카에서 포격으로 인해 최소 2명의 주민, 남성과 여성이 부상을 입었다.
같은 날, 브랸스크에서 또 다른 공격이 발생했다: 아침에 민간 시설과 군사 시설의 두 석유 시설에서 두 차례의 큰 폭발과 화재가 발생했다. 소셜 미디어에 게시된 비디오와 이미지에는 초기 폭발 후 몇 시간 동안 거대한 검은 연기 기둥이 보였다. 한 분석가는 가디언에 화재는 우크라이나의 사보타주 행위일 가능성이 높지만, 책임은 불확실하다고 말했다. 러시아 언론의 미확인 보고서에 따르면 화재는 드론 공격으로 인해 발생했을 수 있다. 같은 날, 두 대의 바이락타르 TB2 드론이 브랸스크주에서 격추되었다고 보고되었다.
4월 29일~30일, 쿠르스크주 릴스키군의 크루페츠 근처 국경 검문소가 반복적으로 포격당했다고 주지사가 밝혔다. 브랸스크 주지사는 자신의 지역도 포격당했다고 말했다.

### 2022년 5월
5월 11일, 벨고로드 주지사는 Solokhi가 우크라이나에서 포격당했다고 주장했다. 그에 따르면, 이 사건으로 인해 1명이 사망하고 7명이 부상을 입었다. 온라인 비디오에도 상점과 개인 주택의 피해가 나타났으며, 지역 관리들은 공격 후 마을 주민들을 대피시키기 시작했다고 보고되었다. 사망자는 18세의 루슬란 네표도프로 확인되었다.
5월 15일, 글라드코프는 우크라이나의 공격으로 세레다에서 1명이 파편상 부상을 입었다고 말하며, 러시아 방공 시스템에 의해 10발의 포탄이 격추되었다고 보고되었다. 또 다른 10발의 포탄은 노보스트로예프카-브토라야 근처에 떨어졌고, 8발의 포탄은 주라블료프카에서 전력선과 여러 농업 구조물을 손상시켰다고 보고되었다.
5월 17일, 글라드코프는 우크라이나 영토에서 포격당한 Bezymeno에서 1명이 경미한 부상을 입었다고 주장했다. 쿠르스크 주지사는 같은 날 Tyotkino의 국경 검문소가 다시 포격당했지만, 피해자는 보고되지 않았다고 말했다. 5월 18일, 글라드코프는 솔로키가 다시 포격당했으며, 1명이 부상을 입었다고 발표했다. 쿠르스크 주지사 스타로보이트는 알렉세예프카가 포격당했다고 보고했다. 5월 19일, 스타로보이트는 툐트키노에 있는 증류소가 포격당하여 트럭 운전사가 사망하고 최소 1명의 민간인이 부상을 입었다고 주장했다. 같은 날, 알렉세예프카와 드로노프카가 포격당했다고 보고되었다.
5월 25일, 글라드코프는 주라블료프카에서 "우크라이나 영토에서" 포격으로 한 명이 부상을 입었다고 주장했다. 주라블료프카와 Nekhoteyevka는 5월 26일 지속적인 포격을 받았다. 다음 날 한 여성이 병원에서 부상으로 사망했다. 5월 26일, 스타로보이트는 보로즈바가 "우크라이나 측에서" 포격을 받았으며, 현지 학교 교사가 깨진 유리창에 의해 부상을 입었다고 말했다.

### 2022년 6월~7월
6월 6일, 툐트키노의 다리가 포격당해 손상되었다. 다리 근처의 아파트 한 동이 심하게 손상되었고, 자동차 한 대가 불에 탔으며, 지역 설탕 정제소도 일부 피해를 입었다.
클린치와 그 주변 브랸스크주 지역은 6월 12일부터 3일 연속 포격을 받았다. 처음 이틀간의 공격은 군사 기지를 목표로 한 비교적 경미한 사건이었고, 인명 피해는 거의 없거나 전혀 없었다. 6월 14일 헬리콥터가 도시 주거 지역에 미사일을 발사하여 수십 채의 가옥을 손상시키고 한 여성의 다리를 찢어냈다. 당국은 6월 14일에 6명의 부상자를 기록했다. 공격의 결과로 클린치와 주변 지역은 물과 전기가 끊겼다.
6월 22일, 로스토프주의 Novoshakhtinsk 정유 공장이 자살 드론에 의해 타격을 입었다고 보고되었으며, 인명 피해는 보고되지 않았다.
Combat Organization of Anarcho-Communists는 6월 25일 모스크바 근처의 철도 노선을 파괴하여 군사 기지로의 장비 공급을 방해했다. 그들은 온라인 성명을 통해 다음과 같이 말했다: "정지된 열차는 평화로운 우크라이나 도시로 날아갈 포탄과 로켓이 줄어든다는 것을 의미합니다... 우리는 모두에게 철도 전쟁에 참여할 것을 촉구합니다!"
7월 3일, 관리들은 벨고로드의 민간 지역을 겨냥한 일련의 폭발로 최소 5명이 사망하고 4명이 부상을 입었으며, 여러 건물과 개인 주택이 손상되거나 파괴되었고, 방공 시스템이 작동했지만, 하나의 발사체가 아파트 건물을 강타했다고 밝혔다. 러시아는 공격의 책임을 우크라이나에 돌렸고, 국방부 대변인 이고리 코나셴코프는 러시아가 토치카 U 탄도 미사일 3발을 격추했다고 말했다. 우크라이나는 책임을 부인했다.

### 2022년 9월~10월
9월 15일 벨고로드주 발루이키 마을에 대한 포격으로 민간인 한 명이 사망하고 두 명이 병원에 입원했다고 지역 당국이 밝혔다. 앞서 러시아 당국은 네호테예프카 국경 검문소가 공격받아 세관 터미널에 불이 붙었다고 보고했다.
10월 11일, 셰베키노의 변전소에서 폭발이 보고되었으며, 일부 주민들은 전력 공급이 중단되었다. 10월 15일, 벨고로드에서 새로운 폭발이 보고되었으며, 석유 저장고에 불이 붙었다고 보고되었다. 10월 16일, 벨고로드 공항에서 폭발이 보고되었으며, 온라인 비디오에는 방공 시스템이 발사되고 apparent 미사일 공격 후 공항에 연기가 피어오르는 모습이 보였고, 2명이 부상당했다고 보고되었다.

### 2022년 11월
11월 1일, 글루시코프스키 지역의 크라스노옥탸브르스키 정착촌이 우크라이나군에 의해 포격당했다고 보고되었다. 부상자는 보고되지 않았으며, 5층 건물이 손상되고 여러 창문이 날아갔다. 또 다른 공격은 코진카에서 보고되었으며, 포격으로 한 명이 부상을 입었다고 보고되었다. 11월 2일, Sudzhansky District의 Guyevo 마을에 포탄이 떨어져 어린이 3명을 포함한 5명의 민간인이 부상을 입었다고 보고되었다. 여러 개인 주택과 상점이 공격으로 손상되었으며, 폭발 후 전력선이 파괴되거나 손상되어 마을에 전기가 끊겼다.
11월 14일, 러시아 언론은 벨고로드 지역에서 여러 차례 폭발이 발생했다고 보도했다. 11월 15일, 벨고로드주 셰베키노에서 포격으로 민간인 2명이 사망하고 3명이 부상을 입었다. 포탄은 아파트 건물과 인근 약국을 강타했다고 보고되었다. 벨고로드 주지사는 80세 여성이 병원에서 부상으로 사망했으며, 한 남성이 사망하고 다른 한 명은 방공 시스템에 의해 격추된 미사일 파편으로 부상을 입었다고 말했다. 11월 16일, 오룔주 스탈노이 콘 마을에서 무인 항공기가 석유 저장소를 공격했다고 보고되었다. 인명 피해는 보고되지 않았다.

### 2022년 12월
12월 5일, 두 군사 공항에서 폭발이 보고되었는데, 이는 우크라이나 드론 공격에 의한 것으로 추정된다. 엥겔스-2 공군 기지에서는 Tu-95 2대가 손상되었다고 보고되었다. 댜길레보 공군 기지에서는 유조차가 폭발하여 병사 3명이 사망하고 4명이 부상을 입었다. 12월 6일, 쿠르스크주 주지사 로만 스타로보이트는 쿠르스크-할리노 공군 기지 근처의 유류 저장소가 드론 공격으로 불이 붙었다고 발표했다. 인명 피해는 보고되지 않았고, 화재는 빠르게 진압되었다. 우크라이나의 드론 공격 이후, 러시아군은 우크라이나 도시에 대한 새로운 공격을 시작했다. 러시아의 공격으로 인해 몰도바에 미사일이 떨어졌다고 보고되었다.
12월 17일, 벨고로드에서 폭발이 보고되었으며, 현지 주민의 차량이 탄약 파편으로 손상되었다고 보고되었다. 12월 18일, 벨고로드에서 다시 폭발이 보고되었으며, 당국은 방공 사격의 결과라고 주장했다. 여러 대의 차량과 주택이 파편으로 손상되었고, 시내에서 4명이 부상을 입었으며, 교외에서는 1명이 사망했다. 현지 텔레그램 채널은 도시 위로 짙은 검은 연기가 피어오르는 이미지를 게시하기도 했다.
벨고로드주 다른 지역에서도 폭발이 보고되었는데, 양계장이 타격을 입었다고 보고되었다. 이 폭발로 인해 농장 직원 1명을 포함하여 2명이 사망했으며, 3명의 다른 직원도 주장된 공격 중에 부상을 입었다. 현지 텔레그램 채널은 공격의 여파를 보여주는 비디오를 게시했다고 주장했다. 12월 25일, 엥겔스 공군 기지에 대한 또 다른 공격으로 3명의 병사가 사망했다.

### 2023년 1월~3월
2023년 1월 4일, Combat Organization of Anarcho-Communists는 크라스노야르스크에서 시베리아 횡단 철도를 손상시킨 폭발에 대한 책임을 주장했다. 이 철도 노선은 러시아군이 점령된 우크라이나로 물자를 수송하는 데 사용되었다.
2월 11일, 벨고로드주 주지사는 우크라이나 그라드 미사일이 셰베키노 시를 강타했으며, 그 결과 3명의 남자가 부상을 입었고, 산업 기업 건물 1채가 파괴되었으며, 버스 정류장과 개인 차량 3대가 손상되었다고 보고했다. 그라드 로켓에 의한 또 다른 공격이 나중에 보고되었는데, 지방 당국은 미사일이 개인 주택 2채를 강타했고 그 중 1채는 화재가 발생했다고 주장했다.
2월 22일, 지역 당국은 셰베키노에서 포격으로 2명이 부상을 입었고, Pervoye Tseplyayevo에서 3채의 가옥이 포격으로 손상되었다고 보고했다. 2월 28일, 크라스노다르 변경주 투압세에 있는 로스네프트 석유 저장소가 드론 공격으로 추정되는 공격 후 불이 붙었다. 현지 주민들은 저장소에서 여러 차례 폭발이 발생했으며, 현지 관리들은 두 대의 드론이 터미널에 추락하여 폭발했다고 비난했다. 보일러실은 손상되었다고 보고되었지만, 현지 정부는 시설의 유류 탱크에 대한 손상을 부인했다. 사상자는 없었고, 화재는 빠르게 진압되었다. 같은 날, FSB 국경 수비대 관측탑이 UAV에 의해 손상되었는데, 이는 우크라이나에서 온 것으로 추정된다.
3월 4일, 폭발물을 실은 드론이 벨고로드주 트란스네프트-드루즈바 송유관 변전소를 공격했다. 4명이 대피했지만, 부상자는 보고되지 않았다. 3월 6일, 쿠르스크주와 벨고로드주에서 더 많은 공격이 보고되었다. 스타로보이트는 에너지 시설이 공격 중 손상을 입은 후 이스크라 마을에 정전이 발생했다고 주장했다. 벨고로드주 주지사 뱌체슬라프 글라드코프에 따르면, Novy Oskol 마을에서는 미사일 3발이 격추되었지만, 민간인 1명이 부상을 입었고 마을의 여러 건물이 손상되었으며, 정전도 발생했다.
3월 15일, 벨고로드주 주지사 글라드코프에 따르면 벨고로드 시 상공에서 방공 시스템에 의해 미사일 2발이 격추되었으며, 인명 피해나 손상은 보고되지 않았다. 3월 27일, 저녁 늦게 벨고로드의 주유소를 드론이 공격했다. 사상자는 보고되지 않았다.

### 2023년 4월
4월 6일, 카메라가 여러 대 달린 드론이 모스크바주 힘키에 있는 파켈 기계설계국에 추락했다. 이 드론은 통신 재머에 의해 격추된 것으로 추정되며, 해당 지역을 순찰하던 경비원들에 의해 발견되었다. 4월 9일, 벨고로드 주지사 글라드코프는 우크라이나군이 셰베키노 지역의 보즈네세노프카 국경 마을을 포격했다고 주장했다. 주택 두 채와 농장 한 곳이 포격으로 손상되었지만, 사상자는 보고되지 않았다.
4월 10일, 폭탄을 실은 드론이 벨고로드 공항의 울타리에 추락했지만, 인명 피해는 보고되지 않았고, 폭발로 공항의 울타리와 경보 시스템이 손상되었다. 4월 16일, 벨고로드의 변전소를 드론이 공격했지만, 인명 피해는 보고되지 않았다.

### 2023년 5월
5월 3일, 러시아는 크렘린 상공에서 드론 2대를 격추했다고 밝히며, 우크라이나가 블라디미르 푸틴 대통령을 암살하기 위해 드론을 보냈다고 비난했다. 우크라이나 정부는 이를 날조라고 부인했다. 또한 5월 3일 이른 아침, 크라스노다르 변경주 볼나 마을 근처 타만항에서 여러 차례의 폭발과 화재가 보고되었으며, 대규모 유류 탱크로 추정되는 곳에서 화염과 연기가 피어오르는 이미지가 공개되었다. 사상자는 보고되지 않았으며, 러시아 언론은 폭발과 후속 화재가 우크라이나의 드론 공격 때문이라고 비난했다. 이 항구는 크림 대교에서 약 15km 떨어져 있으며, 우크라이나 남부 작전의 물류 허브로 사용된다.
같은 날 브랸스크주에서 또 다른 공격이 보고되었는데, 우크라이나 드론 5대가 군사 비행장을 공격했다고 한다. 두 대의 드론은 비행장의 목표물을 타격했고, 두 대는 파괴되었으며 한 대는 발견되지 않았다. 인명 피해는 보고되지 않았고, 운항하지 않는 안토노프 An-124 군 수송기가 공격 중 약간 손상되었다고 현지 언론이 보도했다.
5월 4일 이른 아침, 미확인 드론이 보로네시주 부투를리노프카 마을의 군부대 제45117 부대 영토를 강타했다. 이어서 로스토프주 키셀료프카 마을의 노보샤흐틴스크 정유 공장에 대한 또 다른 우크라이나 드론 공격이 주장되었는데, 드론은 정유 공장의 건설 중인 공장 간 고가 도로에 추락하여 폭발했다. 화재는 빠르게 진압되었고, 인명 피해는 보고되지 않았다.
5월 10일, 미확인 드론이 브랸스크주 스타로두프의 행정 건물을 강타했다. 또 다른 드론은 5월 11일 브랸스크 자체의 클린치 석유 저장고(로스네프트 소유)에 폭발 장치를 떨어뜨렸다. 콘크리트 기반과 석유 제품 저장 탱크가 부분적으로 손상되었지만, 사상자는 보고되지 않았다. 알렉산드르 보고마즈 주지사는 공격의 책임을 우크라이나에 돌렸다. 5월 14일, 미확인 드론이 우크라이나 국경 근처 브랸스크주 수젬카 구역에 있는 군사 창고 지붕에 폭발 장치를 떨어뜨렸다. 사상자는 없었지만, 그곳의 일부 장비가 손상되었다.
5월 15일, 드론이 저녁에 브랸스크주 국경 초소를 강타하여 5명의 국경 수비대원에게 부상을 입혔다고 주장되었다. 쿠르스크주 수잔스키 구역에서도 또 다른 공격이 보고되었다. 스타로보이트 주지사에 따르면, 드론이 작동 중인 굴착기에 폭탄을 떨어뜨려 작업자에게 경미한 부상을 입혔다. 5월 30일, 모스크바가 드론 공격을 받았다.

### 2023년 6월~7월

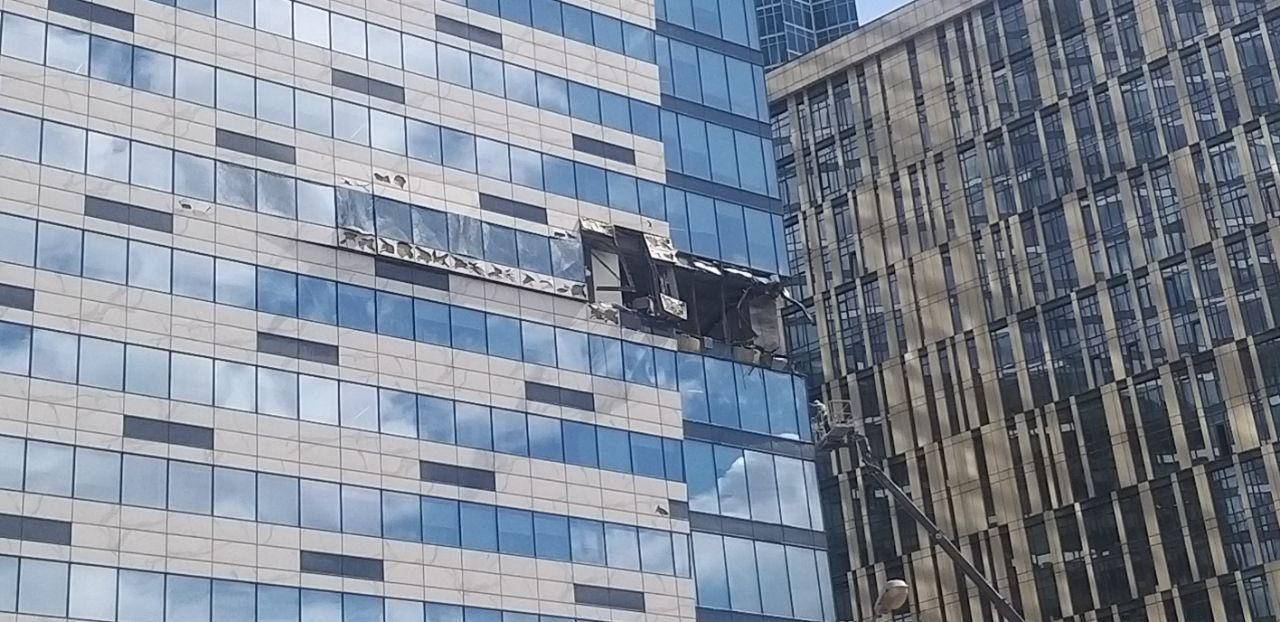
2023년 7월 30일 모스크바에서 우크라이나 드론 공격으로 정부 사무실을 수용하는 고층 건물에 피해가 발생했다.

- 6월 9일: 보로네시시에서 드론이 건물에 추락하여 3명이 부상당했다.[107]
- 6월 19일: 벨고로드주 주지사는 발루이키에서 포격으로 7명이 부상을 입었다고 주장했다.[108]
- 7월 2일: 크라스노다르 변경주의 프리모르스코-아흐타르스크 공군 기지 근처에서 미사일이 격추되어 큰 분화구를 남겼다.[109]
- 7월 4일: 러시아는 모스크바 외곽에서 드론 4대를 격추하고, 전자전으로 5번째 드론을 방해하여 모스크바주 오딘초보 구역에 추락시켰다고 주장했다. 인명 피해는 보고되지 않았다. 브누코보 국제공항의 항공편은 중단되었다.[110]
- 7월 8일~9일: 러시아군은 벨고로드 상공에서 우크라이나 미사일 4대를 격추하고[111] 브랸스크와 로스토프주 상공에서 제재소를 파괴했다고 주장했다.[112]
- 7월 16일: 벨고로드주 셰베키노에서 우크라이나 포격으로 여성 1명이 사망했다고 보고되었다.[113]
- 7월 28일: 타간로크 상공에서 미사일이 격추되었고, 로스토프주 아조프 근처에서 또 다른 미사일이 격추되었다. 14명이 부상당했다. 사마라주 쿠이비셰프 정유 공장에서 폭탄이 터졌다.[114]
- 7월 30일: 모스크바에 대한 우크라이나 드론 공격으로 사무실 건물 두 채가 손상되었고, 브누코보 국제공항의 운영이 한 시간 동안 중단되었다. 러시아군은 드론 3대를 요격했으며, 그 중 2대는 건물을 강타했다고 주장했다.[115]
- 7월 31일: 브랸스크주 경찰서가 드론에 의해 타격을 받았다고 보고되었다.[116]

### 2023년 8월
- 8월 1일:
  - 여러 대의 드론이 모스크바 상공에서 격추되었지만, 한 대는 7월 30일 드론 공격으로 손상된 동일한 고층 건물을 강타했으며, 이곳에는 연방 정부 사무실이 입주해 있었다. 브누코보 공항은 다시 잠시 폐쇄되었다.[117][118]
  - 상트페테르부르크의 군사 징집 사무소가 한 남자에 의해 방화되었는데, 그는 FSB로부터 "우크라이나로 보내진 문서에 접근하기 위해" 연락을 받았다고 주장했다. 러시아 언론은 최근 며칠 동안 전국적으로 징집 센터에 대한 9번째 공격이며, 당국은 이를 "전화 사기꾼"의 소행으로 돌렸다고 보도했다.[119]
- 8월 4일:
  - 우크라이나 소식통은 우크라이나 드론 보트가 크라스노다르 변경주 노보로시스크에 대한 해군 공격에서 러시아 상륙함 올레네고르스키 고르냐크를 심각하게 손상시켰다고 보고했다.[120][121]
  - 쿠르스크에 대한 드론 공격으로 정부 건물 2채가 손상되었다고 보고되었다.[122]
- 8월 16일: 러시아는 브랸스크주에 침투한 우크라이나 사보타주범 4명으로 구성된 그룹을 "제거했다"고 주장했다.[123]
- 8월 18일: 드론이 모스크바 비즈니스 지구 상공에서 격추되어 엑스포센터에 추락하여 손상시켰다.[124][125]
- 8월 19일: 러시아 북서부 노브고로드주 솔치 공군 기지에서 드론 공격으로 러시아 투폴레프 Tu-22M 폭격기 한 대가 파괴되었다.[126] 이는 이 지역에서 처음 발생한 공격으로 여겨졌다.[127]
- 8월 20일: 드론이 쿠르스크 철도역 지붕에 불을 질러 5명이 부상당했다고 보고되었다.[128] 로스토프주, 벨고로드, 모스크바에서 더 많은 드론이 격추되었고, 브누코보와 도모데도보 공항은 폐쇄되었다.[129][130]
- 8월 21일: 모스크바 상공에서 격추된 드론 잔해로 2명이 부상당했다고 보고되었다. 브누코보, 도모데도보, 셰레메티예보, 주콥스키 공항에서 약 50편의 항공편이 중단되었다. 우크라이나 국방부 정보총국 (HUR)은 칼루가주의 샤이코프카 군사 공군 기지에 대한 드론 공격을 감독했다고 밝혔다.[131]
- 8월 22일: 모스크바 근처에서 드론 2대가 격추되었고, 한 대는 크라스노고르스크의 25층 건물을 강타하여 도시의 주요 공항을 폐쇄시켰다. 브랸스크주 상공에서 다른 드론 2대가 격추되었다.[132]
- 8월 23일: 벨고로드주 주지사는 드론이 라비 마을의 요양소를 강타하여 3명이 사망했다고 말했다. 또 다른 드론은 모스크바 중심부 상공에서 격추되어 건설 중인 고층 건물에 추락했으며, 도시의 공항을 폐쇄시켰다.[133][134]
- 8월 25일: 러시아 국방부는 칼루가주 샤이코프카 군용 비행장 근처에서 S-200 미사일을 "제거했다"고 밝혔다. 툴라주에서도 폭발이 보고되었다.[135]
- 8월 26일: 또 다른 드론이 모스크바 근처에서 격추되었고,[136] 도시의 공항이 폐쇄되었다.[137] 벨고로드주 주지사는 Shchetinovka 마을에서 드론이 1명을 살해했다고 주장했으며,[138] 우크라이나 포격으로 Urazovo 마을에서 건물들이 손상되고 4명이 부상을 입었다고 주장했다.[139]
- 8월 27일: 우크라이나 보안국 (SBU)은 쿠르스크주의 군사 공군 기지에 대한 야간 공격에서 드론 16대를 발사하여 러시아 Su-30 전투기 4대와 MiG-29 1대를 파괴하고 방공 시스템을 손상시켰다고 밝혔다.[140]
- 8월 30일: 우크라이나가 러시아 서부 6개 지역에 대한 야간 드론 공격을 감행했다고 보고되었다. 에스토니아 국경 근처 프스코프 공항을 강타하여 일류신 Il-76 수송기 2대가 파괴되고 다른 2대가 손상되었다. 우크라이나 HUR 국장 키릴로 부다노프에 따르면, 이 공격은 러시아 내부에서 발사되었다.[141][142] 우크라이나 관리들은 공격에 대한 책임을 주장하지 않았지만, 칼루가의 연료 저장소와 브랸스크의 마이크로 전자 공장도 공격받았다고 주장했다.[143]

### 2023년 9월
- 9월 1일: 드론이 모스크바주 류베르치의 로켓 부품을 생산하는 공장을 손상시켰다고 보고되었으며,[144] 이 지역 공항은 폐쇄되었다. 쿠르스크주 쿠르차토프에서 또 다른 드론 공격으로 최소 2채의 건물이 손상되었다고 보고되었다.[145]
- 9월 2일: 벨고로드주 주지사는 우크라이나 포격으로 Urazovo에서 1명이 사망했다고 주장했다.[146]
- 9월 7일: 러시아 전역에서 또 다른 드론 공격 파동이 보고되었다. 로스토프나도누에서는 남부군관구 본부에 대한 드론 2대 공격으로 건물 3채가 손상되었다고 보고되었다. 또 다른 드론은 볼고그라드주의 군사 기지에 떨어졌는데,[147] 이는 이 지역에서 처음 발생한 사건이며, 또 다른 드론은 브랸스크의 산업 시설에서 화재를 일으켰다.[148]
- 9월 17일: 드론이 오룔의 석유 저장소를 손상시켰다고 보고되었다.[149]
- 9월 18일: 우크라이나 군 정보기관은 모스크바 근처 Chkalovsky Air Base에서 러시아 An-148, 일류신 Il-20, 밀 Mi-28 헬리콥터가 사보타주 공격으로 손상되거나 파괴되었다고 주장했다.[150]
- 9월 20일: 소치 공항 근처에서 연료 저장 탱크에 불이 붙었다. 이는 드론 공격으로 추정된다.[151]
- 9월 24일: 쿠르스크주 주지사는 쿠르스크시의 정부 건물이 우크라이나 드론에 의해 손상되었다고 주장했다.[152] 우크라이나 군 정보기관은 같은 지역의 할리노 비행장에 대한 드론 공격으로 러시아 제14 근위 전투 항공 연대 사령관 및 기타 장교들이 사망하거나 부상을 입었다고 주장했다.[153]
- 9월 29일: 러시아 관리들은 우크라이나 드론이 쿠르스크주 벨라야 마을의 변전소에 폭발물을 떨어뜨려 5개 정착촌의 전력을 끊었다고 밝혔다. 벨고로드, 쿠르스크, 칼루가주 상공에서 12대의 다른 드론이 격추되었다고 보고되었다.[154] 쿠르스크주 Giryi 근처의 레이더 기지가 드론에 의해 파괴되었다고 보고되었다.[155]

### 2023년 10월
- 10월 1일: 우크라이나 폭발 드론이 아들러 공군 기지와 스몰렌스크에 있는 국영 전술 미사일 무기 회사 공장을 공격했다고 보고되었다.[156]
- 10월 4일: 러시아는 서부 국경 지역에 대한 야간 습격 중 우크라이나 드론 31대를 격추했다고 주장했다.[157] 벨고로드 근처에서 러시아 S-400 미사일 시스템이 드론에 의해 타격을 입었다고 보고되었다.[158]
- 10월 7일: 벨고로드주 Urazovo에서 우크라이나 포격으로 1명이 사망했다고 보고되었다. 러시아 국방부는 이 지역 상공에서 토치카-U 미사일 3발을 파괴하고 모스크바에 대한 드론 공격을 저지했다고 주장했다.[159]
- 10월 10일: 벨고로드주 포포프카에서 우크라이나 포격으로 부부 2명이 사망했다고 보고되었다.[160] 브랸스크주 Gudovka에 대한 공격으로 러시아 징집병 1명이 사망하고 다른 병사 5명이 부상을 입었다.[161]
- 10월 12일: 벨고로드주에서 드론 잔해 추락으로 인한 주택 화재로 2명이 사망했다고 보고되었다.[162]
- 10월 15일: 러시아는 쿠르스크주와 벨고로드주 상공에서 드론 27대를 격추했다고 주장했다.[163] 벨고로드주 Krasnaya Yaruga의 에너지 시설에 대한 공격으로 이 지역에 정전이 발생했다.[164]
- 10월 18일: 러시아는 쿠르스크주와 벨고로드주 상공 및 흑해 상공에서 드론 28대를 격추했다고 밝혔다.[165] 쿠르스크의 Khalino 공군 기지 근처 군사 캠프가 우크라이나 SBU가 발사한 드론에 의해 타격을 받았다고 보고되었다.[166]
- 10월 26일: 러시아는 드론 3대가 쿠르스크 원자력 발전소를 공격하려 했다고 주장했다.[167] FSB는 트베리에서 우크라이나 정보기관에서 일하던 남자를 총격전으로 사살했다고 주장했다.[168]
- 10월 29일: 드론이 노보로시스크 근처의 아피프스키 정유 공장에서 화재를 일으켰다.[169] 우크라이나 언론은 공격이 SBU에 의해 조직되었다고 보도했다.[170]

### 2023년 11월
- 11월 3일: 우크라이나 군 정보기관은 러시아 무기 제조업체 GosNIImash의 CEO 이고르 쿠즈네초프의 차가 니즈니노브고로드에서 "저항 운동" 대원들에 의해 방화되었다고 밝혔다.[171]
- 11월 11일: 벨고로드주 주지사는 발루이키에 대한 우크라이나 드론 및 미사일 공격으로 주택 3채, 전력선, 철도 차량 5량이 손상되었다고 말했다.[172] 랴잔주 리브노예에서는 화물 열차가 탈선했는데, 관계자들은 이를 급조 폭발물 때문이라고 비난했다.[173][174]
- 11월 14일: 브랸스크주 셀초의 군수 공장이 우크라이나 드론에 의해 손상되었다고 보고되었으며, 모스크바, 탐보프, 오룔주에서도 다른 드론들이 격추되었다.[175]
- 11월 26일: 키이우에 대한 러시아 드론 공격 파동 이후, 러시아군은 모스크바주, 툴라주, 칼루가주, 스몰렌스크주, 브랸스크주 상공에서 우크라이나 드론 24대를 격추했다. 툴라에서는 격추된 드론이 아파트 건물을 강타하여 민간인 1명이 부상당했다. 주요 모스크바 공항의 항공편은 중단되었다.[176] 러시아 판치르 미사일 시스템의 "부스터"가 모스크바의 2층 주택 벽을 들이받았다.[177]
- 11월 29일: 브랸스크에 있는 샤헤드 드론 저장고가 우크라이나 드론에 의해 공격받았다고 보고되었다.[178]
- 11월 30일: 우크라이나 언론은 SBU가 러시아 최동단 공화국인 부랴티야의 러시아 최장 철도 터널인 Severomuysky Tunnel에서 화물 열차를 목표로 한 일련의 폭발의 배후라고 보도했다. 별도로, 우크라이나 군 정보기관은 모스크바주의 철도 기반 시설에 대한 일련의 사보타주 공격에 대한 책임을 주장했다.[179]

### 2023년 12월
2023년 12월 30일, 벨고로드 시가 포격받았는데, 이는 우크라이나군에 의한 것으로 추정되며, 최소 24명이 사망하고 100명 이상이 부상당했다.

### 2024년 1월
- 2024년 1월 1일: 벨고로드에서 다시 폭발이 보고되었다. 1월 2일, 벨고로드는 여러 차례 포격을 받았다고 보고되었다.[180][181][182] 러시아 폭격기가 "비상 사태"로 인해 보로네시주 페트로파블로프카에 폭탄을 떨어뜨려 광범위한 피해를 입혔다.[183][184]
- 1월 3일, 러시아 Su-34 전투 폭격기가 Chelyabinsk Shagol Airport에서 불이 붙었다. 우크라이나 국방부 정보총국 (HUR)은 우크라이나 사보타주범의 소행이라고 밝혔다.[185]
- 1월 5일: HUR은 러시아 벨고로드주 Grayvoronsky District로 국경을 넘어 공격을 감행하여 도로를 지뢰로 막고 러시아 소대원들에게 사상자를 입혔다고 밝혔다.[186]

2024년 1월, 우크라이나 드론 공격은 러시아의 석유 및 가스 터미널을 목표로 삼기 시작했다. 우크라이나 언론인 일랴 포노마렌코는 "러시아는 석유 수출로 군사비를 조달한다. 인도나 중국 같은 나라들이 석유 구매를 중단하도록 설득할 수 없다. 그래서 러시아 정유 공장을 무너뜨리는 것이다"라고 말했다.
- 1월 9일: 오룔주의 연료 저장고와 또 다른 에너지 시설이 우크라이나 드론에 의해 공격받아 3명이 부상당했다고 보고되었다.[188] 쿠르스크주 국경 마을 고르날에 대한 또 다른 공격으로 여성 1명이 사망했다고 주장되었다.[189]
- 1월 18일: 상트페테르부르크의 Vasilevsky Island 상공에서 우크라이나 드론이 격추되었다. 이는 침공 이후 이 도시에 대한 첫 공중 공격이었다. 드론은 상트페테르부르크 석유 터미널에 추락했다. 보도에 따르면, 3kg의 고성능 폭발물이 폭발하여 약 130m2의 면적에 화재가 발생했다. 또한 드론이 노브고로드주 발다이에 있는 푸틴의 관저 중 한 곳을 날아갔고, 또 다른 드론은 모스크바 상공에서 격추되었다. 우크라이나 보안국 소식통은 책임을 인정했다.[190][191]
- 1월 19일: 클린치 석유 저장고가 브랸스크주 클린치에서 우크라이나 드론 공격을 받아,[192][193][194][195] 약 1,000제곱미터의 면적에 화재가 발생했다.[196][197] 브랸스크 당국은 당시 인명 피해가 없었다고 보고했으며, 브랸스크 주지사는 드론이 클린치 마을 근처에서 요격되었고, 그 폭발물이 석유 저장고에 떨어졌다고 주장했다. 탐보프의 화약 공장에도 또 다른 드론이 공격했다고 보고되었다.[198][199]
- 1월 21일: 레닌그라드주 Ust-Luga에 있는 노바텍 가스 터미널에 우크라이나 드론 공격이 있었다. 러시아 당국은 저장 시설 두 곳과 펌프장이 손상되었다고 밝혔다.[200] 툴라의 시체글롭스키 발 공장, 스몰렌스크 항공 공장, 오룔주에서도 드론 공격이 보고되었다.[201]
- 1월 25일: 크라스노다르 변경주 투압세 석유 터미널에서 화재가 보고되었다. 현지 주민들은 당시 상공에 여러 대의 드론이 있었다고 보고했다.[202]
- 1월 31일: 드론이 상트페테르부르크의 네프스키 마주트 정유 공장 구내에 추락하여 폭발과 화재를 일으켰다.[203] 러시아 언론은 이 폭발이 드론에 발사되었지만 통제력을 잃어 정유 공장에 추락한 S-400 미사일 때문이라고 비난했다. 상트페테르부르크의 풀코보 공항의 모든 항공편은 중단되었다.[204]

### 2024년 2월

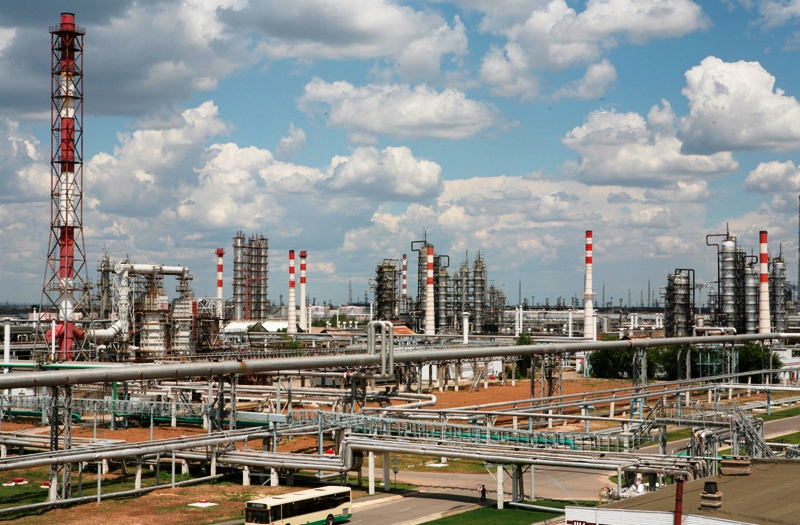
볼고그라드 정유 공장

- 2월 3일: 볼고그라드주 볼고그라드의 루크오일이 운영하는 Volgograd Refinery가 드론 공격으로 불이 붙었다. 지역 주지사는 드론이 격추되거나 방해받은 후 정유 공장에 추락했다고 말했다.[205]
- 2월 9일: 러시아는 흑해, 크라스노다르 변경주, 쿠르스크, 브랸스크, 오룔주 상공에서 드론 19대를 격추했다고 주장했다. 드론 중 한 대가 크라스노다르 변경주 일스키 정유 공장 부지 내에서 화재를 일으켰다고 보고되었다.[206][207]
- 2월 15일: 러시아 당국은 우크라이나가 벨고로드에 여러 발의 미사일을 발사했다고 주장했다. 그들은 14발의 미사일이 격추되었지만 한 발이 벨고로드 시의 쇼핑센터를 강타하여 "심각한 피해"를 입혔고, 7명이 사망했다고 말했다.[208][209] 러시아는 미사일이 RM-70 다연장 로켓 발사기에서 발사되었다고 주장했다.[210] 현지 관리들에 따르면, 쿠르스크주 석유 정유 공장이 우크라이나 드론 공격으로 불이 붙었다.[211]
- 2월 23일: 우크라이나군은 러시아 크라스노다르 변경주 상공에서 러시아 베리예프 A-50 조기경보 및 통제 항공기를 격추했다. 예이스크 상공에서 타격을 입었고, 전선에서 최소 120마일 떨어진 Kanevskoy District에 추락했다.[212][213] 우크라이나 소식통은 러시아 공군 10명이 사망했다고 보고했다.[214]
- 2월 24일: 우크라이나군은 드론이 리페츠크의 노볼리페츠크 스틸 공장에 불을 질렀다고 주장했다.[215]
- 2월 26일: 벨고로드주 주지사는 우크라이나 드론이 Pochaevo 마을의 차량을 강타하여 3명이 사망했다고 주장했다.[216]
- 2월 29일: HUR은 벨고로드주 Golovchino에서 러시아 판치르 S1 대공 미사일 시스템이 공격으로 손상되었다고 밝혔다.[217]

### 2024년 3월
- 3월 2일: 드론이 상트페테르부르크의 5층 아파트 건물에 추락했다. 주민들은 대피했지만 인명 피해는 없었다. 러시아 언론은 근처 연료 저장소를 향하던 우크라이나 드론이 격추되었을 수 있다고 보도했다.[218]
- 3월 4일: HUR은 러시아 사마라주의 철도 다리를 폭파한 책임을 주장했으며, 이 다리는 군사 화물 수송에 사용되었다.[219]
- 3월 5일: HUR은 벨고로드주 Gubkinsky District의 석유 저장고에 대한 드론 공격에 대한 책임을 주장했다.[220]
- 3월 6일: 쿠르스크주 Zheleznogorsky District의 미하일롭스키 광업 및 가공 공장과 창고에 대한 드론 공격이 있었다. "여러 우크라이나 언론 매체는 그들의 소식통을 인용하여 미하일롭스키 공장에 대한 공격이 우크라이나 정보 기관의 작전이었다고 보도했다."[221]
- 3월 8일: 벨고로드주 로즈데스트벤카에 대한 우크라이나 드론 공격 중 2명이 사망하고 3번째 사람이 부상당했다고 보고되었다. 이는 러시아 국방부가 이 지역 상공에서 여러 드론을 격추했다고 발표한 후에 발생했다.[222]
- 3월 9일: 러시아는 주로 로스토프주 상공과 볼고그라드, 벨고로드, 쿠르스크주 상공에서 약 47대의 우크라이나 드론을 격추했다고 주장했다. 타간로크의 베리예프 항공 회사가 공격으로 손상되었다.[223]
- 3월 10일: 지역 주지사에 따르면, 우크라이나의 쿨바키(Kulbaki) 포격으로 여성 1명이 사망하고 남편이 부상을 입었다.[224] 그는 또한 드론 격추 후 석유 저장고에 불이 붙었다고 말했다.[225] 레닌그라드주에서도 또 다른 드론이 격추되었다.[226]
- 3월 11일: 벨고로드 시의 행정 건물을 드론이 강타했고,[227] 또 다른 드론은 벨고로드주에 정전을 일으켰으며, 러시아 당국은 드론 공격으로 니즈니노브고로드와 오룔주의 석유 정유 공장에서 화재가 발생했다고 밝혔다.[228] 모스크바, 레닌그라드, 브랸스크, 쿠르스크, 툴라, 보로네시주 상공에서도 여러 대의 드론이 격추되었다고 보고되었다.[229]
- 3월 13일: 러시아군은 전국 상공에서 약 60대의 드론을 격추했다고 주장했다. 드론들은 랴잔의 로스네프트 Ryazan Refinery, 러시아에서 7번째로 큰 정유 공장에 불을 질렀다. 또 다른 드론은 러시아에서 두 번째로 큰 Kirishi 석유 정유 공장 상공에서 격추되었다. 보로네시주 상공에서는 드론 30대가 격추되어 "경미한 피해"를 입혔다. 벨고로드주에서는 드론 잔해가 전력과 가스 파이프라인을 끊었다.[230]

### 2024년 4월
- 4월 2일: 우크라이나 드론이 러시아 타타르스탄 공화국의 산업 시설을 공격했으며, 이는 우크라이나 국경에서 1,300km (807마일) 이상 떨어진 곳이다. 한 드론은 Yelabuga drone factory를 강타하여 우크라이나 관리들에 따르면 "상당한 피해"를 입혔다.[231] 현지 러시아 관리는 공장에 대한 어떠한 손상도 부인했다. 러시아 언론은 인근 노동자 기숙사가 손상되어 12명의 노동자가 부상당했다고 보도했다.[232] 또 다른 드론은 니즈네캄스크의 타트네프트 석유 정유 공장을 강타하여 화재를 일으켰다. 이 공격은 경항공기를 자살 드론으로 개조하여 수행되었다.[233]
- 4월 5일: 우크라이나가 러시아 서부에 대한 대규모 드론 공격을 감행하여 4개 공군 기지를 목표로 삼았다. 우크라이나 관리들은 최소 6대의 군용기가 파괴되었고, 8대 이상이 "심각하게 손상"되었으며,[234][235] 로스토프주 모로조프스크 근처 군사 비행장에서 최소 20명의 인원이 사망하거나 부상당했다고 말했다.[235][236] 보안 소식통은 해당 공군 기지에 Su-27 및 Su-34 항공기가 있었다고 보고했으며,[236] 오픈 소스 정보 연구원은 해당 기지에 Su-35 항공기 3대도 있었다고 보고했다.[237] 로스토프주 주지사 바실리 골루베프는 러시아가 우크라이나 드론 44대를 격추했으며, 16층 주거용 건물[236]과 변전소만 손상되었다고 주장했다.[234][235] 나중에 격추된 드론의 폭발물이 현장 조사를 하던 중 폭발하여 8명이 부상을 입었다.[236] 드론은 엥겔스-2 공군 기지에도 발사되었는데, 이곳에는 Tu-95 및 Tu-22 폭격기가 배치되어 있다고 보고되었다. 이 공격으로 3대의 Tu-95MS 폭격기가 "심각한 피해"를 입었고 7명이 사망했다고 한다.[238] 러시아 공군 제4군의 항공 부대가 주둔하는 Yeysk Airport도 공격받아 Su-25 항공기 2대가 파괴되었다고 주장되었다.[238] 현지 관리들은 어떠한 피해도 부인했다.[237] 전쟁 연구 연구소는 공군 기지에서 러시아 항공기가 타격받았다는 시각적 증거를 찾지 못했다.[239]
- 4월 7일: 우크라이나 HUR은 러시아 칼리닌그라드주에 정박 중이던 러시아 미사일 함선, 부얀급 초계함 세르푸호프에 불을 질렀다고 밝혔다. 이는 전쟁 중 발트해에서 러시아 해군에 대한 첫 공격이었다.[240][241]
- 4월 9일: 러시아군은 크림 해안 근처에서 넵튠 미사일을 요격했다고 주장했다.[242]
- 4월 9일~10일: 러시아 브랸스크주 주지사는 클리모보에서 우크라이나 포격으로 2명이 사망했다고 말했으며,[243] 쿠르스크주 주지사는 Korenevsky District에서 자동차에 대한 우크라이나 드론 공격으로 3명(어린이 2명 포함)이 사망했다고 말했다.[244]
- 4월 16일: SBU는 브랸스크주에 대한 드론 공격으로 러시아 네보-U 레이더 시스템을 파괴했다고 밝혔다.[245]
- 4월 17일: 우크라이나 언론은 HUR이 러시아 모르도비야 공화국의 레이더 시스템과 타타르스탄 공화국의 폭격기 제조 공장에 대한 드론 공격을 시작했다고 보도했다.[246][247]
- 4월 19일: 러시아 Tu-22M3 장거리 전략 폭격기가 기지로 복귀하던 중 스타브로폴 변경주에 추락하여 승무원 1명이 사망하고 다른 1명은 실종되었다. 우크라이나 HUR은 S-200 미사일로 308km 거리에서 격추했다고 주장했다. 러시아 당국은 항공기가 기술적 결함으로 추락했다고 주장했다.[248][249]
- 4월 26일: 우크라이나 언론은 HUR이 모스크바 오스타피예보 공항에서 러시아 Ka-32 헬리콥터를 파괴하는 작전을 수행했다고 보도했다.[250]
- 4월 27일: 우크라이나가 러시아 크라스노다르 변경주에 드론 공격을 감행하여 Ilsky 및 Slavyansk-on-Kuban 정유 공장에서 화재가 발생했다. 쿠시춴스카야 공군 기지도 공격받았다. KAB 활공 폭탄 키트 여러 개가 파괴되었고, Su-34 한 대도 파괴되었을 가능성이 있다고 보고되었다.[251][252][253][254][255][256] HUR은 또한 러시아 포들레트-K1 군사 레이더를 타격했다고 주장했다.[257]

### 2024년 5월
- 5월 6일: 벨고로드주 주지사는 베레조프카 마을에서 3대의 차량을 강타한 우크라이나 드론 공격으로 공장 노동자 8명이 사망하고 35명이 부상을 입었다고 말했다.[258][259]
- 5월 9일: 벨고로드주 주지사는 벨고로드시에서 우크라이나 공습으로 8명이 부상을 입었다고 말했다.[260] 크라스노다르에 대한 드론 공격도 연료 저장소에 불을 질렀다.[261] 또 다른 드론은 살라바트의 석유 정유 공장을 강타했는데, 이는 러시아 바시코르토스탄 공화국에서 처음 발생한 공격이었다.[262] 이 드론은 약 1,500km를 비행한 경항공기였다.[263][264]
- 5월 11일: 러시아 관리들은 벨고로드와 쿠르스크주에서 드론 공격으로 5명이 사망하고 9명이 부상당했다고 말했다.<ref>{{뉴스 인용|author=Felix Light |title=우크라이

1. ↑  “Ukrainian Attacks Have Killed 600 Russian Civilians Since Full-Scale Invasion, Chief Investigator Claims”.
2. ↑  Lonas, Lexi (2022년 2월 25일). “Ukrainian forces target Russian airfield near border: report”. 《TheHill》 (영어). 2022년 2월 27일에 원본 문서에서 보존된 문서. 2022년 2월 27일에 확인함.
3. ↑  Jennings, Gareth (2022년 2월 25일). “Ukraine reportedly strikes Russian airbase”. 《Janes.com》 (영어). 2022년 2월 26일에 원본 문서에서 보존된 문서. 2022년 3월 19일에 확인함.
4. ↑  Bodynak, Oleksandra (2022년 3월 1일). “У російському Таганрозі стався вибух на військовому аеродромі” [러시아 타간로크 군사 비행장에서 폭발이 발생했다]. 《Zaxid.net》 (우크라이나어). 2022년 4월 6일에 원본 문서에서 보존된 문서. 2022년 5월 24일에 확인함.
5. ↑  “В Белгородской области военный священник погиб от разрыва снаряда” [벨고로드 지역에서 군사 사제가 포탄 폭발로 사망했다]. 《노바야 가제타》 (러시아어). 2022년 3월 25일. 2022년 5월 14일에 원본 문서에서 보존된 문서. 2022년 5월 14일에 확인함.
6. ↑  Sangal, Aditi; Vogt, Adrienne; Wagner, Meg; Macaya, Melissa; Chowdhury, Maureen; Caldwell, Travis; Federico O'Murchú, Seán; Kolirin, Lianne; Noor Haq, Sana (2022년 3월 30일). “Explosions in Russia's Belgorod region may be due to fire, says governor”. 《CNN》 (영어). CNN. 2022년 9월 22일에 원본 문서에서 보존된 문서. 2022년 4월 1일에 확인함.
7. ↑  “Ukraine attacks Russian oil depot as Mariupol awaits evacuations and Putin's troops abandon Chernobyl”. CBS 뉴스. 2022년 4월 1일. 2022년 4월 12일에 원본 문서에서 보존된 문서. 2022년 4월 2일에 확인함.
8. ↑  “Russia alleges Ukrainian helicopters struck Belgorod fuel depot”. 알 자지라. 2022년 4월 1일. 2025년 7월 23일에 원본 문서에서 보존된 문서. 2022년 4월 2일에 확인함.
9. ↑  Axe, David. “Ukrainian Attack Helicopters Just Slipped Into Russia And Blew Up A Fuel Depot”. 《Forbes》. 2022년 4월 1일에 원본 문서에서 보존된 문서. 2022년 4월 1일에 확인함.
10. ↑  “Ukraine's top security official says Ukraine was not behind helicopter attack on Russian oil depot - Reuters”. BNO 뉴스. 2022년 4월 1일에 원본 문서에서 보존된 문서. 2022년 4월 1일에 확인함.
11. 1 2  AP. “Ukraine denies it hit Russian oil storage facility”. 《www.timesofisrael.com》 (미국 영어). 2022년 4월 1일에 원본 문서에서 보존된 문서. 2022년 4월 1일에 확인함.
12. ↑  “Ukraine's top security official says Ukraine was not behind helicopter attack on Russian oil depot - Reuters”. BNO 뉴스. 2022년 4월 1일에 원본 문서에서 보존된 문서. 2022년 4월 1일에 확인함.
13. ↑  “"Бєлгородська народна республіка": тролінг Данілова про пожежу на нафтобазі в росії” ["벨고로드 인민 공화국": 러시아의 석유 저장고 화재에 대한 다닐로프의 트롤링]. 《Інформаційне агентство Українські Національні Новини (УНН). Всі онлайн новини дня в Україні за сьогодні - найсвіжіші, останні, головні.》 (우크라이나어). April 2022. 2023년 5월 26일에 원본 문서에서 보존된 문서. 2022년 4월 26일에 확인함.
14. ↑  “"Бєлгородська народна республіка": Данілов потролив РФ через вибухи на нафтобазі (відео)” ["벨고로드 인민 공화국": 다닐로프, 러시아 석유 저장고 폭발로 러시아 연방을 트롤링하다 (비디오)]. 《ФОКУС》 (우크라이나어). 2022년 4월 1일. 2022년 5월 22일에 원본 문서에서 보존된 문서. 2022년 4월 26일에 확인함.
15. ↑  “"Белгородская народная республика": Данилов потроллил РФ из-за взрывов на нефтебазе” ["벨고로드 인민 공화국": 다닐로프, 석유 저장고 폭발로 러시아 연방을 트롤링하다]. 《antikor.com.ua》. 2022년 9월 21일에 원본 문서에서 보존된 문서. 2022년 4월 26일에 확인함.
16. ↑  Eckel, Mike (2022년 4월 29일). “Blasts, Bombs, and Drones: Amid Carnage in Ukraine, a Shadow War on the Russian Side of the Border”. 《RadioFreeEurope/RadioLiberty》 (영어). 2022년 5월 31일에 원본 문서에서 보존된 문서. 2022년 4월 30일에 확인함.
17. 1 2  “6 Russian Border Regions Raise 'Terror' Threat Level”. 《The Moscow Times》 (영어). 2022년 4월 12일. 2022년 11월 28일에 원본 문서에서 보존된 문서. 2022년 6월 14일에 확인함.
18. ↑  “Russian Staging Area for Ukraine War Goes on Alert”. 《WSJ》 (영어). 2022년 9월 22일에 원본 문서에서 보존된 문서. 2022년 6월 14일에 확인함.
19. ↑  “Russia Accuses Ukraine Of Shelling Residential Buildings In Bryansk Region”. Ukrainian News Agency. 2022년 4월 14일. 2022년 4월 19일에 원본 문서에서 보존된 문서. 2022년 4월 19일에 확인함.
20. 1 2 3  AFP (2022년 4월 14일). “Russia Accuses Ukraine of Helicopter Strike on Border Town”. 《The Moscow Times》 (영어). 2022년 4월 14일에 원본 문서에서 보존된 문서. 2022년 4월 14일에 확인함.
21. 1 2 3  “Russia Accuses Ukraine Of Shelling Its Bryansk Region”. 《자유유럽방송》 (영어). 2022년 4월 14일에 확인함.
22. 1 2  “Russia says Ukraine fired mortars at Bryansk border post”. 《유로뉴스》 (영어). 2022년 4월 15일. 2022년 5월 9일에 원본 문서에서 보존된 문서. 2022년 4월 15일에 확인함.
23. ↑  AFP. “Russia evacuates two border villages, accuses Kyiv of shelling”. 《www.timesofisrael.com》 (미국 영어). 2022년 4월 14일에 원본 문서에서 보존된 문서. 2022년 4월 14일에 확인함.
24. ↑  “Гладков заявил об обстреле еще одного села со стороны Украины” [글라드코프는 우크라이나 측에서 또 다른 마을에 대한 포격을 발표했다]. 《RBK》 (러시아어). 2022년 4월 14일. 2022년 9월 22일에 원본 문서에서 보존된 문서. 2022년 5월 14일에 확인함.
25. ↑  “Во время обстрела со стороны Украины белгородского села получил ранение местный житель” [우크라이나 측 벨고로드 마을 포격 중 현지 주민이 부상당했다]. 《코메르산트》 (러시아어). 2022년 4월 14일. 2022년 9월 22일에 원본 문서에서 보존된 문서. 2022년 5월 14일에 확인함.
26. ↑  AFP. “Russia accuses Ukraine of helicopter strike on border town”. 《www.timesofisrael.com》 (미국 영어). 2022년 4월 14일에 원본 문서에서 보존된 문서. 2022년 4월 14일에 확인함.
27. 1 2 3  “Russia says Ukraine helicopters strike homes in cross-border attack”. 《로이터》 (영어). 2022년 4월 14일. 2022년 4월 15일에 원본 문서에서 보존된 문서. 2022년 4월 14일에 확인함.
28. 1 2  “Russia pledges more strikes on Kyiv after missile attack”. 《로이터》 (영어). 2022년 4월 15일. 2022년 4월 17일에 원본 문서에서 보존된 문서. 2022년 4월 15일에 확인함.
29. ↑  Polityuk, Pavel; Piper, Elizabeth (2022년 4월 15일). “Russia says it hits Kyiv missile factory after flagship sinks in Black Sea”. 《로이터》 (영어). 2022년 4월 15일에 원본 문서에서 보존된 문서. 2022년 4월 15일에 확인함.
30. ↑  AFP. “Kyiv rejects Moscow's claim it struck Russian border region”. 《www.timesofisrael.com》 (미국 영어). 2022년 4월 14일에 원본 문서에서 보존된 문서. 2022년 4월 14일에 확인함.
31. ↑  “Russian army fires at Klimovo village in Bryansk region, blames Ukraine - SBU”. 《Interfax-Ukraine》 (영어). 2022년 4월 16일에 원본 문서에서 보존된 문서. 2022년 4월 15일에 확인함.
32. ↑  “Russian official says Ukraine strikes village near border, one wounded”. 《로이터》. 2022년 4월 19일. 2022년 5월 29일에 원본 문서에서 보존된 문서. 2022년 4월 19일에 확인함.
33. ↑  “Russia Says Ukraine Bombed Its Village, Injured Civilians”. 《NDTV》. AFP. 2022년 4월 26일. 2022년 9월 22일에 원본 문서에서 보존된 문서. 2022년 5월 14일에 확인함.
34. ↑  “Large fires break out at Russian oil depots”. 《가디언》 (영어). 2022년 4월 25일. 2022년 5월 14일에 원본 문서에서 보존된 문서. 2022년 4월 25일에 확인함.
35. ↑  “Large fire at oil depot in Russia's Bryansk, near Ukraine”. 《The Jerusalem Post | Jpost.com》 (미국 영어). 2022년 9월 22일에 원본 문서에서 보존된 문서. 2022년 4월 25일에 확인함.
36. ↑  Venckunas, Valius (2022년 4월 26일). “Russia accuses Ukraine of bombing Bryansk with Bayraktar drone”. 《AeroTime Hub》. 2022년 5월 13일에 원본 문서에서 보존된 문서. 2022년 5월 13일에 확인함.
37. ↑  “Russia-Ukraine updates: 'Risk of nuclear war must be minimised'”. 알 자지라. 2022년 5월 1일. 2022년 11월 28일에 원본 문서에서 보존된 문서. 2022년 5월 13일에 확인함.
38. ↑  “Shootings Erupt on Russia-Ukraine Border – Governors”. 《모스크바 타임스》. 2022년 4월 29일. 2022년 12월 4일에 원본 문서에서 보존된 문서. 2022년 5월 13일에 확인함.
39. ↑  “Ukraine accused of deadly cross-border attack on Russian village”. 알 자지라. 2022년 5월 12일. 2022년 6월 30일에 원본 문서에서 보존된 문서. 2022년 5월 13일에 확인함.
40. ↑  “Belgorod authorities claim Ukraine has shelled a village in a Russian border region”. 《english.nv.ua》 (영어). 2022년 10월 9일에 원본 문서에서 보존된 문서. 2022년 11월 17일에 확인함.
41. ↑  “Белгородская область больше месяца под постоянными обстрелами. Местные все сильнее боятся войны и ищут "нацистских провокаторов". Репортаж "Медузы" и "7×7"” [벨고로드 지역은 한 달 이상 지속적인 포격을 받고 있습니다. 주민들은 전쟁을 점점 더 두려워하고 "나치 도발가"를 찾고 있습니다. 메두자 및 7×7 보고서] (러시아어). 메두자. 2022년 5월 14일. 2022년 9월 25일에 원본|보존url=은 |url=을 필요로 함 (도움말)에서 보존된 문서.
42. ↑  “Russia-Ukraine live news: Donbas offensive 'has lost momentum'”. 알 자지라. 2022년 5월 15일. 2022년 7월 14일에 원본 문서에서 보존된 문서. 2022년 5월 15일에 확인함. (06:38 GMT) One person in Russian village wounded: governor One person was injured with a shrapnel wound after a Ukrainian strike hit the Russian village of Sereda, Vyacheslav Gladkov, the governor of the Belgorod region, said on his Telegram channel.  The town is in Shebekinsky district, next to the border with Ukraine.
43. ↑  “Russian Governor Says Region Attacked as Ukraine Troops Reach Border”. 《모스크바 타임스》. 2022년 5월 16일. 2022년 9월 22일에 원본 문서에서 보존된 문서. 2022년 5월 19일에 확인함.
44. 1 2  “Власти сообщили об обстреле со стороны Украины Курской и Белгородской областей. Пострадал один человек” [당국은 쿠르스크와 벨고로드 지역에서 우크라이나 측의 포격을 보고했습니다. 한 명이 부상당했습니다]. 《노바야 가제타 유럽》 (러시아어). 2022년 5월 17일. 2022년 5월 17일에 원본 문서에서 보존된 문서. 2022년 5월 17일에 확인함.
45. ↑  Petrenko, Roman (2022년 5월 18일). “Belgorod announces new shelling "by Ukraine"”. 《야후 뉴스》. Ukrayinska Pravda. 2022년 9월 22일에 원본 문서에서 보존된 문서. 2022년 5월 19일에 확인함.
46. ↑  “Губернатор Курской области сообщил об обстреле села Алексеевка” [쿠르스크 지역 주지사가 알렉세예프카 마을에 대한 포격을 발표했다]. 《노바야 가제타 유럽》 (러시아어). 2022년 5월 18일. 2022년 9월 22일에 원본 문서에서 보존된 문서. 2022년 5월 27일에 확인함.
47. ↑  “One civilian killed in shelling of Russia's Kursk region”. 《노바야 가제타 유럽》. 2022년 5월 19일. 2022년 9월 22일에 원본 문서에서 보존된 문서. 2022년 5월 19일에 확인함.
48. ↑  “Second Russian Civilian Death of Ukraine War After Cross-Border Fire”. 《모스크바 타임스》. 2022년 5월 19일. 2022년 12월 11일에 원본 문서에서 보존된 문서. 2022년 5월 19일에 확인함.
49. ↑  Shevchenko, Yulia; Rebane, Teele (2022년 5월 19일). “One killed by Ukrainian strikes in Russia's Kursk, regional governor says”. CNN. 2022년 9월 25일에 원본 문서에서 보존된 문서. 2022년 5월 19일에 확인함.
50. ↑  “Губернатор Курской области сообщил об обстреле двух сел” [쿠르스크 지역 주지사가 두 마을에 대한 포격을 발표했다]. 《노바야 가제타 유럽》 (러시아어). 2022년 5월 20일. 2022년 9월 21일에 원본 문서에서 보존된 문서. 2022년 5월 27일에 확인함.
51. ↑  “Губернатор Белгородской области сообщил об обстреле села Журавлевка со стороны Украины. Пострадал один человек” [벨고로드 지역 주지사가 우크라이나 측에서 주라블료프카 마을에 대한 포격을 발표했습니다. 한 명이 부상당했습니다]. 《노바야 가제타 유럽》 (러시아어). 2022년 5월 25일. 2022년 9월 22일에 원본 문서에서 보존된 문서. 2022년 5월 27일에 확인함.
52. ↑  “Woman killed in yesterday's shelling of Russian Belgorod region”. 《노바야 가제타 유럽》. 2022년 5월 27일. 2022년 5월 27일에 원본 문서에서 보존된 문서. 2022년 5월 27일에 확인함.
53. ↑  “В результате обстрела Белгородской области погибла женщина” [벨고로드 지역 포격으로 인해 여성이 사망했다]. 《메두자》 (러시아어). 2022년 5월 27일. 2022년 5월 27일에 원본 문서에서 보존된 문서. 2022년 5월 27일에 확인함.
54. ↑  “Russia Reports Third Civilian Death in Cross-Border Shelling”. 《모스크바 타임스》 (영어). 2022년 5월 27일. 2022년 5월 31일에 확인함.
55. ↑  “Власти Курской области сообщили об обстреле села Воробжа. Пострадал школьный учитель” [쿠르스크 지역 당국은 보로즈바 마을에 대한 포격을 보고했습니다. 학교 교사가 부상당했습니다]. 《노바야 가제타 유럽》 (러시아어). 2022년 5월 26일. 2022년 5월 27일에 원본 문서에서 보존된 문서. 2022년 5월 27일에 확인함.
56. ↑  “Cross-border shelling damages Russian bridge, refinery”. 《모스크바 타임스》 (영어). 2022년 6월 6일. 2022년 12월 4일에 원본 문서에서 보존된 문서. 2022년 6월 14일에 확인함.
57. ↑  Times, The Moscow (2022년 6월 14일). “Days of Shelling Reported in Russian Town Near Ukraine Border”. 《모스크바 타임스》 (영어). 2022년 12월 4일에 원본 문서에서 보존된 문서. 2022년 6월 14일에 확인함.
58. ↑  “Six injured in shelling of Russian town bordering Ukraine, official says”. 《로이터》 (영어). 2022년 6월 14일. 2022년 9월 21일에 원본 문서에서 보존된 문서. 2022년 6월 14일에 확인함.
59. ↑  “Russian border town experiences explosions, locals suspect aircraft attack”. 《english.nv.ua》 (영어). 2022년 11월 17일에 확인함.
60. ↑  “Airstrike reported at oil refinery in Russia's Rostov Oblast”. 《english.nv.ua》 (영어). 2022년 11월 17일에 확인함.
61. ↑  McDonald, Karl (2022년 8월 5일). “How Russia's anarchist saboteurs are destroying Putin's war machine from within”. 《i》 (영어). 2022년 8월 25일에 원본 문서에서 보존된 문서. 2022년 8월 11일에 확인함.
62. ↑  “Part of Russian anti-aircraft missile found at damaged residential building in Belgorod”. 《english.nv.ua》 (영어). 2022년 11월 18일에 원본 문서에서 보존된 문서. 2022년 11월 17일에 확인함.
63. ↑  “Three reported dead after night-time blasts in Russian city of Belgorod”. 《english.nv.ua》 (영어). 2022년 11월 17일에 확인함.
64. ↑  “Deadly blasts hit Russian border city”. 《BBC》. 2022년 7월 3일. 2022년 7월 3일에 원본 문서에서 보존된 문서. 2022년 7월 3일에 확인함.
65. ↑  Steve Rosenberg (2022년 7월 4일). “Belgorod: Fear and denial in Russian city hit by shells”. 《BBC》. Belgorod. 2022년 7월 4일에 원본 문서에서 보존된 문서. 2022년 7월 5일에 확인함.
66. ↑  Kilner, James (2022년 7월 3일). “Kremlin accuses Ukraine of deadly cluster bomb attack on Russian city”. 《더 텔레그래프》 (영국 영어). ISSN 0307-1235. 2022년 12월 14일에 원본 문서에서 보존된 문서. 2022년 8월 3일에 확인함.
67. ↑  “У Валуйках Бєлгородської області сталася "бавовна", в результаті чого зникло світло”. 《www.ukrinform.ua》 (우크라이나어). 2022년 9월 16일. 2022년 9월 26일에 원본 문서에서 보존된 문서. 2022년 9월 16일에 확인함.
68. ↑  “Explosions reported in Russian city of Belgorod Oblast”. 《더 키이우 인디펜던트》. 2022년 9월 16일. 2022년 9월 27일에 원본 문서에서 보존된 문서. 2022년 9월 16일에 확인함.
69. ↑  “Explosions heard in the Russian town of Valuiky in Belgorod Oblast”. 《english.nv.ua》 (영어). 2022년 11월 17일에 확인함.
70. ↑  “Major fire breaks out at power substation in Russia's Belgorod”. 《english.nv.ua》 (영어). 2022년 11월 17일에 확인함.
71. ↑  “Explosions in Russia's Belgorod, governor reports fire at oil depot near city”. 《english.nv.ua》 (영어). 2022년 11월 17일에 확인함.
72. ↑  “Loud explosions heard in Russia's Belgorod near Ukrainian border, reports of attack on airport”. 《english.nv.ua》 (영어). 2022년 11월 17일에 확인함.
73. ↑  “Head of Russia's Kursk region reports shelling of border village by Ukraine's Armed Forces”. 《노바야 가제타 유럽》. 2022년 3월 2일. 2022년 11월 18일에 원본 문서에서 보존된 문서. 2022년 11월 18일에 확인함.
74. ↑  “Governor of Russia's Kursk region reports shelling by Ukraine: five injured, including three children”. 《Novaya Gazeta. Europe》. 2022년 11월 2일. 2022년 11월 18일에 원본 문서에서 보존된 문서. 2022년 11월 18일에 확인함.
75. ↑  “Russia reports 'drone attack' on oil depot in Oryol Oblast”. 《english.nv.ua》 (영어). 2022년 11월 17일에 확인함.
76. ↑  “Head of southern Russian region says two killed, three wounded in shelling”. 《로이터》 (영어). 2022년 11월 15일. 2022년 11월 18일에 원본 문서에서 보존된 문서. 2022년 11월 18일에 확인함.
77. ↑  “Death toll in shelling of Russia's Belgorod region rises to four”. 《노바야 가제타 유럽》. 2022년 11월 15일. 2022년 11월 18일에 확인함.
78. ↑  “Three dead in explosions at Russian airbases”. 《english.nv.ua》 (영어). 2023년 2월 24일에 원본 문서에서 보존된 문서. 2022년 12월 5일에 확인함.
79. ↑  Polityuk, Pavel; Chalyi, Sergiy (2022년 12월 6일). “Ukraine appears to expose Russian air defence gaps with long-range strikes”. 《로이터》 (영어). 2023년 1월 8일에 원본 문서에서 보존된 문서. 2022년 12월 7일에 확인함.
80. ↑  “Explosions rock two Russian airbases far from Ukraine frontline | Russia | The Guardian”. 《amp.theguardian.com》. 2022년 12월 5일. 2022년 12월 5일에 원본 문서에서 보존된 문서. 2022년 12월 7일에 확인함.
81. ↑  “MAI, cu noi detalii despre despre racheta căzută la Briceni: "La moment nu există niciun risc pentru cetățeni"”. 《UNIMEDIA》 (루마니아어). 2022년 12월 5일. 2022년 12월 12일에 원본 문서에서 보존된 문서. 2022년 12월 7일에 확인함.
82. ↑  “Blasts rock Crimea, Russia's Belgorod and Kursk”. 《english.nv.ua》 (영어). 2023년 1월 30일에 확인함.
83. 1 2  “Belgorod authorities say explosions in Russian city due to air defense, media report two dead”. 《english.nv.ua》 (영어). 2023년 1월 30일에 확인함.
84. ↑  Three killed in second attack on Engels base deep inside Russia 보관됨 10 2월 2023 - 웨이백 머신, 2022년 12월 25일
85. ↑  Vorobyov, Niko (2023년 1월 25일). “러시아 사보타주범들, 푸틴의 전쟁 기계 방해하려 해”. 알 자지라. 2023년 1월 27일에 원본 문서에서 보존된 문서. 2023년 1월 28일에 확인함.
86. ↑  “Shelling with Grad rockets reported in Russia's Belgorod Oblast”. 《english.nv.ua》 (영어). 2023년 3월 4일에 원본 문서에서 보존된 문서. 2023년 3월 4일에 확인함.
87. ↑  Tara Subramaniam; Aditi Sangal; Adrienne VogtLeinz Vales; Mike Hayes; Maureen Chowdhury (2023년 2월 22일). “At least 2 injured in shelling in Russia's Belgorod region, governor says”. 《CNN》 (영어). 2023년 2월 24일에 원본 문서에서 보존된 문서. 2023년 2월 24일에 확인함.
88. ↑  “Oil depot set on fire in Tuapse, Russia, locals report explosions, drone attack”. 《english.nv.ua》 (영어). 2023년 3월 4일에 확인함.
89. ↑  “Drones damage Russian security observation tower in Bryansk Oblast, media report”. 《english.nv.ua》 (영어). 2023년 3월 4일에 원본 문서에서 보존된 문서. 2023년 3월 4일에 확인함.
90. ↑  “Drone attacks oil pipeline substation near Russia's Belgorod”. 《english.nv.ua》 (영어). 2023년 3월 24일에 원본 문서에서 보존된 문서. 2023년 3월 24일에 확인함.
91. ↑  “Russia's Kursk and Belgorod oblasts attacked, according to reports by governors”. 《english.nv.ua》 (영어). 2023년 3월 24일에 확인함.
92. ↑  “Russian authorities report downing two missiles over Belgorod”. 《english.nv.ua》 (영어). 2023년 3월 24일에 원본 문서에서 보존된 문서. 2023년 3월 24일에 확인함.
93. ↑  “Explosion rocks Rostov-on-Don – video”. 《english.nv.ua》 (영어). 2023년 5월 20일에 원본 문서에서 보존된 문서. 2023년 5월 20일에 확인함.
94. ↑  “Drone with cameras crashes at air defense systems plant near Moscow — Russian media”. 《english.nv.ua》 (영어). 2023년 5월 20일에 원본 문서에서 보존된 문서. 2023년 5월 20일에 확인함.
95. ↑  “Russia claims Ukraine shelled Russian border village”. 《english.nv.ua》 (영어). 2023년 5월 20일에 원본 문서에서 보존된 문서. 2023년 5월 20일에 확인함.
96. ↑  “Russian media report 'drone attack' on Belgorod airport”. 《english.nv.ua》 (영어). 2023년 5월 20일에 원본 문서에서 보존된 문서. 2023년 5월 20일에 확인함.
97. ↑  “Drone attack on power substation in Russia's Belgorod”. 《english.nv.ua》 (영어). 2023년 5월 20일에 원본 문서에서 보존된 문서. 2023년 5월 20일에 확인함.
98. ↑  “러시아, 우크라이나의 크렘린 드론 공격 시도 비난”. 알 자지라. 2023년 5월 3일. 2023년 5월 3일에 원본 문서에서 보존된 문서. 2023년 5월 3일에 확인함.
99. ↑  “'크렘린의 또 다른 위협', 젤렌스키 대변인 말”. 알 자지라. 2023년 5월 3일. 2023년 6월 2일에 원본 문서에서 보존된 문서. 2023년 5월 3일에 확인함.
100. ↑  “Russia under attack – multiple drone attacks inside Russia, including massive oil fire near Crimean Bridge”. 《english.nv.ua》 (영어). 2023년 5월 3일. 2023년 5월 20일에 확인함.
101. ↑  “Drones attack military airfield in Russia's Bryansk Oblast, plane damaged”. 《english.nv.ua》 (영어). 2023년 5월 20일에 확인함.
102. ↑  “Russian media report drone attacks in Voronezh, Rostov oblasts”. 《english.nv.ua》 (영어). 2023년 5월 20일에 원본 문서에서 보존된 문서. 2023년 5월 20일에 확인함.
103. ↑  “Ukrainian drones alleged to have attacked Russia'a Bryansk Oblast”. 《english.nv.ua》 (영어). 2023년 5월 20일에 확인함.
104. ↑  “Drone attacks military equipment warehouse in Russia's Bryansk Oblast, Russian media report”. 《english.nv.ua》 (영어). 2023년 5월 20일에 확인함.
105. ↑  “Drone attacks FSB administration in Kursk Oblast, five Russian border guards injured”. 《english.nv.ua》 (영어). 2023년 5월 20일에 원본 문서에서 보존된 문서. 2023년 5월 20일에 확인함.
106. ↑  Spencer, Thomas; Robinson, Olga; Horton, Jake (2023년 5월 31일). “모스크바 드론 공격: 공격에 대해 알려진 것”. 《BBC 뉴스》. 2023년 6월 3일에 원본 문서에서 보존된 문서. 2023년 6월 3일에 확인함.
107. ↑  “Drone crashes into building in Russia's Voronezh city; 3 injured”. 《알 자지라》 (영어). 2023년 6월 9일. 2024년 2월 25일에 원본 문서에서 보존된 문서. 2023년 6월 10일에 확인함.
108. ↑  Fornusek, Martin (2023년 6월 19일). “Russian governor claims village bombed in Belgorod Oblast”. 《더 키이우 인디펜던트》. 2023년 7월 11일에 원본 문서에서 보존된 문서. 2023년 6월 19일에 확인함.
109. ↑  “러시아 남부 비행장 근처에서 폭발 보고”. 《더 키이우 인디펜던트》. 2023년 7월 2일. 2023년 7월 23일에 원본 문서에서 보존된 문서. 2024년 3월 14일에 확인함.
110. ↑  Faulconbridge, Guy; Kelly, Lidia (2023년 7월 4일). “러시아, 우크라이나가 최소 5대의 드론으로 모스크바 공격했다고 밝혀”. 《로이터》. 2023년 8월 2일에 원본 문서에서 보존된 문서. 2023년 7월 4일에 확인함.
111. ↑  Amran, Rachel (2023년 7월 8일). “러시아 주지사, 벨고로드주 도시 폭격 주장”. 《더 키이우 인디펜던트》. 2023년 7월 31일에 원본 문서에서 보존된 문서. 2024년 3월 14일에 확인함.
112. ↑  “러시아, 크림반도와 우크라이나 접경 지역 상공에서 미사일 격추”. 《알 아라비야》. 2023년 7월 9일. 2023년 7월 10일에 원본 문서에서 보존된 문서. 2024년 3월 14일에 확인함.
113. ↑  Andrew Osborn; Sandra Maler (2023년 7월 16일). “Russian official says Ukraine shelled border town, killing one woman on her bike”. 《로이터》. 2023년 7월 17일에 원본 문서에서 보존된 문서. 2023년 7월 18일에 확인함.
114. ↑  “러시아 남부 도시 상공에서 우크라이나 미사일 격추, 14명 부상당했다고 밝혀”. 《CNN》. 2023년 7월 28일. 2023년 8월 8일에 원본 문서에서 보존된 문서. 2023년 7월 28일에 확인함.
115. ↑  James Gregory (2023년 7월 30일). “모스크바 드론 공격으로 브누코보 공항 일시 폐쇄”. 《BBC》. 2023년 7월 30일에 원본 문서에서 보존된 문서. 2023년 7월 30일에 확인함.
116. ↑  Matt Murphy (2023년 7월 31일). “우크라이나 전쟁: 젤렌스키 고향 도시 러시아 공격으로 6명 사망”. 《BBC》. 2023년 9월 4일에 원본 문서에서 보존된 문서. 2023년 7월 31일에 확인함.
117. ↑  Jaroslav Lukiv (2023년 8월 1일). “우크라이나 전쟁: 새로운 드론 공격으로 동일한 모스크바 고층 건물 타격”. BBC. 2024년 3월 13일에 원본 문서에서 보존된 문서. 2024년 3월 14일에 확인함.
118. ↑  Popeski, Ron; Auyezov, Olzhas; Marrow, Alexander (2023년 8월 1일). “드론, 3일 만에 두 번째로 러시아 부처 청사를 강타”. 로이터. 2024년 7월 9일에 원본 문서에서 보존된 문서. 2024년 3월 14일에 확인함.
119. ↑  “전화 사기꾼들, 러시아인들을 꾀어 군사 사무실에 불 지르게 해 – 보고서”. 모스크바 타임스. 2023년 8월 1일. 2023년 8월 10일에 원본 문서에서 보존된 문서. 2024년 3월 14일에 확인함.
120. ↑  “우크라이나 전쟁: 러시아 흑해 항구 노보로시스크에서 해상 드론 공격 보고”. BBC. 2023년 8월 4일. 2023년 9월 11일에 원본 문서에서 보존된 문서. 2024년 3월 14일에 확인함.
121. ↑  Tom Balmforth (2023년 8월 4일). “소식통에 따르면 노보로시스크 해군 기지에 대한 우크라이나 공격으로 러시아 군함 손상”. 로이터. 2023년 8월 4일에 원본 문서에서 보존된 문서. 2024년 3월 14일에 확인함.
122. ↑  Rachel Amran (2023년 8월 5일). “러시아 쿠르스크 시에 드론 공격 보고”. 더 키이우 인디펜던트. 2023년 8월 20일에 원본 문서에서 보존된 문서. 2024년 3월 14일에 확인함.
123. ↑  “러시아, 국경 지역에서 우크라이나 전투기 '제거'했다고 밝혀”. 모스크바 타임스. 2023년 8월 16일. 2024년 6월 21일에 원본 문서에서 보존된 문서. 2024년 3월 14일에 확인함.
124. ↑  “우크라이나 드론 공격, 모스크바 중심부 건물 손상: 러시아 관리들”. 알 자지라. 2023년 8월 18일. 2023년 10월 24일에 원본 문서에서 보존된 문서. 2024년 3월 14일에 확인함.
125. ↑  “드론 공격, 모스크바 중심부 건물 타격”. BBC. 2023년 8월 18일. 2024년 4월 22일에 원본 문서에서 보존된 문서. 2024년 3월 14일에 확인함.
126. ↑  “우크라이나 드론, 러시아 초음속 폭격기 파괴”. 《BBC 뉴스》. 2023년 8월 22일. 2023년 8월 21일에 원본 문서에서 보존된 문서. 2023년 8월 22일에 확인함.
127. ↑  “드론, 러시아 북서부 군용 비행장 공격”. 모스크바 타임스. 2023년 8월 19일. 2023년 8월 19일에 원본 문서에서 보존된 문서. 2023년 8월 19일에 확인함.
128. ↑  “러시아 관리, 쿠르스크 철도역 드론 공격 주장”. 더 키이우 인디펜던트. 2023년 8월 20일. 2023년 10월 10일에 원본 문서에서 보존된 문서. 2024년 3월 14일에 확인함.
129. ↑  “러시아, 우크라이나 드론 3개 지역 공격했다고 밝혀”. 로이터. 2023년 8월 20일. 2023년 8월 22일에 원본 문서에서 보존된 문서. 2024년 3월 14일에 확인함.
130. ↑  “러시아 주지사: 벨고로드 상공에서 드론 12대 격추”. 더 키이우 인디펜던트. 2023년 8월 20일. 2023년 8월 27일에 원본 문서에서 보존된 문서. 2024년 3월 14일에 확인함.
131. ↑  “모스크바 지역 우크라이나 드론 공격으로 2명 부상, 약 50편의 항공편 중단”. 로이터. 2023년 8월 21일. 2023년 9월 5일에 원본 문서에서 보존된 문서. 2024년 3월 14일에 확인함.
132. ↑  “러시아 방공망, 모스크바 근처에서 드론 2대 격추, 시장 말”. 알 자지라. 2023년 8월 22일. 2023년 9월 15일에 원본 문서에서 보존된 문서. 2024년 3월 14일에 확인함.
133. ↑  Garvey, Emily (2023년 8월 23일). “드론, 모스크바 건물 타격 및 드론 2대 격추 - 관리들”. BBC. 2023년 9월 22일에 원본 문서에서 보존된 문서. 2024년 3월 14일에 확인함.
134. ↑  Light, Felix (2023년 8월 23일). “러시아, 모스크바에 대한 또 다른 우크라이나 드론 공격 저지, 우크라이나 국경 근처 3명 사망”. 로이터. 2023년 9월 13일에 원본 문서에서 보존된 문서. 2024년 3월 14일에 확인함.
135. ↑  “러시아, 우크라이나 미사일 격추 주장, 칼루가와 툴라주에서 폭발 보고”. 《더 키이우 인디펜던트》 (미국 영어). 2023년 8월 25일. 2023년 8월 25일에 원본 문서에서 보존된 문서. 2023년 8월 25일에 확인함.
136. ↑  “러시아, 모스크바 근처에서 드론 파괴, 러시아 수도에 대한 최신 공격”. 《알 자지라》 (미국 영어). 2023년 8월 26일. 2023년 10월 9일에 원본 문서에서 보존된 문서. 2023년 8월 26일에 확인함.
137. ↑  “모스크바, 모든 공항 폐쇄”. 《더 키이우 인디펜던트》 (미국 영어). 2023년 8월 26일. 2023년 9월 12일에 원본 문서에서 보존된 문서. 2023년 8월 26일에 확인함.
138. ↑  “러시아 주지사, 브랸스크 드론 공격 주장”. 《더 키이우 인디펜던트》 (미국 영어). 2023년 8월 26일. 2023년 10월 10일에 원본 문서에서 보존된 문서. 2023년 8월 26일에 확인함.
139. ↑  “러시아, 모스크바와 우크라이나 국경 근처에서 드론 격추”. 《로이터》 (미국 영어). 2023년 8월 26일. 2023년 9월 20일에 원본 문서에서 보존된 문서. 2023년 8월 26일에 확인함.
140. ↑  “우크라이나 진실: SBU 소식통, 러시아 쿠르스크 지역 드론 공격 확인”. 《더 키이우 인디펜던트》 (미국 영어). 2023년 8월 27일. 2023년 9월 13일에 원본 문서에서 보존된 문서. 2023년 8월 27일에 확인함.
141. ↑  Robert Greenall (2023년 9월 1일). “우크라이나 전쟁: 러시아 내부에서 프스코프 공군 기지 드론 공격 - 키이우”. 《BBC》 (영어). 2023년 9월 1일에 원본 문서에서 보존된 문서. 2023년 9월 1일에 확인함.
142. ↑  “우크라이나 드론, 러시아 깊숙이 침투해 군용 비행장 타격”. 《NBC 뉴스》 (영어). 2023년 8월 30일. 2023년 9월 1일에 원본 문서에서 보존된 문서. 2023년 8월 30일에 확인함.
143. ↑  “우크라이나 전쟁: 키이우, 러시아 프스코프 공군 기지 드론 공격 확인”. 《BBC》 (미국 영어). 2023년 9월 1일. 2024년 2월 8일에 원본 문서에서 보존된 문서. 2023년 9월 1일에 확인함.
144. ↑  Greenall, Robert (2023년 9월 1일). “우크라이나 전쟁: 러시아 내부에서 프스코프 공군 기지 드론 공격 - 키이우” (미국 영어). 알 자지라. 2023년 9월 1일에 원본 문서에서 보존된 문서. 2023년 9월 1일에 확인함.
145. ↑  “우크라이나 드론, 러시아 쿠르스크 지역 공격, 모스크바 공격 격퇴: 주지사들” (미국 영어). 알 자지라. 2023년 9월 1일. 2023년 9월 1일에 원본 문서에서 보존된 문서. 2023년 9월 1일에 확인함.
146. ↑  “러시아 주지사, 우크라이나 벨고로드, 쿠르스크 지역 공격 주장”. 《더 키이우 인디펜던트》 (미국 영어). 2023년 9월 2일. 2023년 9월 2일에 원본 문서에서 보존된 문서. 2023년 9월 2일에 확인함.
147. ↑  “러시아 방공망, 남부 볼고그라드 지역에서 드론 격추”. 《모스크바 타임스》. 2023년 9월 7일. 2023년 9월 7일에 원본 문서에서 보존된 문서. 2023년 9월 8일에 확인함.
148. ↑  “러시아, 브랸스크 드론 공격 주장, 산업 시설 화재 발생”. 더 키이우 인디펜던트. 2023년 9월 7일. 2023년 9월 8일에 원본 문서에서 보존된 문서. 2023년 9월 7일에 확인함.
149. ↑  Goncharova, Olena (2023년 9월 17일). “주지사: 드론, 러시아 남서부 석유 저장소 손상”. 더 키이우 인디펜던트. 2023년 9월 18일에 원본 문서에서 보존된 문서. 2023년 9월 17일에 확인함.
150. ↑  Epstein, Jake (2023년 9월 20일). “사보타주범들, 최신 공격으로 러시아 기지의 항공기 '폭파', '히스테리' 유발, 우크라이나 군 정보기관 보고”. 《비즈니스 인사이더》 (미국 영어). 2023년 9월 21일에 원본 문서에서 보존된 문서. 2023년 9월 21일에 확인함.
151. ↑  “우크라이나 정유 공장 화재, 드론 공격으로 발생, 러시아 UAV 4대 격추” (미국 영어). 알 자지라. 2023년 9월 20일. 2023년 9월 20일에 원본 문서에서 보존된 문서. 2023년 9월 20일에 확인함.
152. ↑  “우크라이나 드론, 러시아 쿠르스크 공격 - 공식”. 《모스크바 타임스》 (미국 영어). 2023년 9월 24일. 2023년 9월 24일에 원본 문서에서 보존된 문서. 2023년 9월 24일에 확인함.
153. ↑  Khalilova, Dinara (2023년 9월 25일). “미디어: 러시아 공군 연대 지휘부, 쿠르스크 근처 드론 공격으로 타격”. 《더 키이우 인디펜던트》 (미국 영어). 2023년 9월 25일에 원본 문서에서 보존된 문서. 2023년 9월 25일에 확인함.
154. ↑  “러시아 변전소, 최신 우크라이나 드론 공격 파동으로 타격” (미국 영어). 알 자지라. 2023년 9월 29일. 2023년 9월 29일에 원본 문서에서 보존된 문서. 2023년 9월 29일에 확인함.
155. ↑  Khalilova, Dinara (2023년 9월 29일). “미디어: 우크라이나 공격, 러시아 쿠르스크 지역 레이더 기지 파괴”. 《더 키이우 인디펜던트》 (미국 영어). 2023년 9월 29일에 원본 문서에서 보존된 문서. 2023년 9월 29일에 확인함.
156. ↑  Ostiller, Nate (2023년 10월 1일). “미디어: 드론, 소치, 스몰렌스크 공격”. 《더 키이우 인디펜던트》 (미국 영어). 2023년 10월 1일에 원본 문서에서 보존된 문서. 2023년 10월 1일에 확인함.
157. ↑  Litvinova, Dasha (2023년 10월 4일). “러시아, 우크라이나의 대규모 드론 공격 저지했다고 밝혀, 키이우의 무기 공급에 대한 우려 증가”. 《AP 뉴스》 (미국 영어). 2023년 10월 5일에 원본 문서에서 보존된 문서. 2023년 10월 4일에 확인함.
158. ↑  Fornusek, Martin (2023년 10월 4일). “미디어: SBU 드론, 벨고로드 근처 러시아 S-400 방공 시스템 타격”. 《더 키이우 인디펜던트》 (미국 영어). 2023년 10월 4일에 원본 문서에서 보존된 문서. 2023년 10월 4일에 확인함.
159. ↑  “러시아 국경 지역에 대한 우크라이나 공격으로 1명 사망 - 당국”. 《모스크바 타임스》 (미국 영어). 2023년 10월 7일. 2023년 10월 7일에 원본 문서에서 보존된 문서. 2023년 10월 7일에 확인함.
160. ↑  “러시아 국경 지역 포격으로 2명 사망 – 주지사”. 《모스크바 타임스》. 2023년 10월 10일. 2023년 10월 11일에 원본 문서에서 보존된 문서. 2023년 10월 11일에 확인함.
161. ↑  “러시아 군인 1명 사망, 5명 부상, 국경 포격으로 - 보고서”. 《모스크바 타임스》. 2023년 10월 11일. 2023년 10월 12일에 원본 문서에서 보존된 문서. 2023년 10월 12일에 확인함.
162. ↑  Fenbert, Abbey (2023년 10월 12일). “드론 잔해, 벨고로드주에서 2명 사망, 2명 부상, 러시아 주장”. 《더 키이우 인디펜던트》. 2023년 10월 12일에 원본 문서에서 보존된 문서. 2023년 10월 12일에 확인함.
163. ↑  Goncharova, Olena (2023년 10월 15일). “러시아, 야간에 드론 27대 격추 주장”. 《더 키이우 인디펜던트》. 2023년 10월 15일에 원본 문서에서 보존된 문서. 2023년 10월 15일에 확인함.
164. ↑  Khrebet, Alexander (2023년 10월 15일). “미디어: SBU, 러시아 벨고로드 지역 에너지 시설 공격으로 정전 유발”. 《더 키이우 인디펜던트》. 2023년 10월 15일에 원본 문서에서 보존된 문서. 2023년 10월 15일에 확인함.
165. ↑  Court, Elsa (2023년 10월 18일). “러시아 국방부 주장, 야간에 드론 28대 격추”. 《더 키이우 인디펜던트》. 2023년 10월 18일에 원본 문서에서 보존된 문서. 2023년 10월 18일에 확인함.
166. ↑  Fornusek, Martin (2023년 10월 18일). “미디어: SBU 드론, 러시아 쿠르스크 근처 군사 캠프 공격”. 《더 키이우 인디펜던트》. 2023년 10월 18일에 원본 문서에서 보존된 문서. 2023년 10월 18일에 확인함.
167. ↑  “러시아, 쿠르스크 원자력 발전소 드론 공격 주장”. 《더 키이우 인디펜던트》. 2023년 10월 27일. 2023년 11월 9일에 원본 문서에서 보존된 문서. 2023년 10월 27일에 확인함.
168. ↑  “우크라이나에서 일한 혐의를 받는 러시아인, 경찰 총격전으로 사망”. 《모스크바 타임스》. 2023년 10월 27일. 2023년 10월 29일에 원본 문서에서 보존된 문서. 2023년 10월 30일에 확인함.
169. ↑  Lidia Kelly (2023년 10월 29일).  Mallard, William; Gopalakrishnan, Raju, 편집. “주요 항구 노보로시스크 근처 정유 공장 화재 진압, 러시아 당국 밝혀”. 《로이터》. 2023년 10월 29일에 확인함.
170. ↑  “출처: 우크라이나 SBU, 러시아 석유 정유 공장 드론 공격 책임 주장”. 《더 키이우 인디펜던트》. 2023년 10월 29일. 2023년 10월 30일에 원본 문서에서 보존된 문서. 2023년 10월 30일에 확인함.
171. ↑  Ostiller, Nate (2023년 11월 3일). “군 정보기관: 러시아 무기 제조업체 CEO 소유 차량, 러시아에서 방화”. 《더 키이우 인디펜던트》. 2023년 11월 9일에 원본 문서에서 보존된 문서. 2023년 11월 3일에 확인함.
172. ↑  “모스크바, 키이우의 국경 지역 공격 비난”. 《모스크바 타임스》. 2023년 11월 12일. 2023년 11월 13일에 원본 문서에서 보존된 문서. 2023년 11월 13일에 확인함.
173. ↑  Nate Ostiller (2023년 11월 11일). “러시아 언론: '미상 인물' 러시아 랴잔주에서 열차 탈선시켜”. 《더 키이우 인디펜던트》. 2023년 11월 11일에 원본 문서에서 보존된 문서. 2023년 11월 13일에 확인함.
174. ↑  “러시아, 열차 탈선에 대한 '테러' 수사 개시”. 《모스크바 타임스》. 2023년 11월 11일. 2023년 11월 12일에 원본 문서에서 보존된 문서. 2023년 11월 13일에 확인함.
175. ↑  Elsa Court (2023년 11월 14일). “러시아 언론: 드론, 브랸스크 폭발물 공장 손상”. 《더 키이우 인디펜던트》. 2023년 11월 22일에 원본 문서에서 보존된 문서. 2023년 11월 14일에 확인함.
176. ↑  Yulia Kesaieva; Alex Stambaugh; Darya Tarasova; Radina Gigova (2023년 11월 27일). “러시아, 모스크바 상공 등 우크라이나 드론 파괴, 국방부 말”. 《야후 뉴스!》 (미국 영어). 2023년 12월 16일에 원본 문서에서 보존된 문서. 2023년 11월 27일에 확인함.
177. ↑  TETIANA LOZOVENKO (2023년 11월 27일). “러시아, 모스크바 상공 등 우크라이나 드론 파괴, 국방부 말”. 《우크라이나 진실》 (미국 영어). 2023년 12월 7일에 원본 문서에서 보존된 문서. 2023년 11월 30일에 확인함.
178. ↑  Martin Fornusek (2023년 11월 30일). “러시아, 야간 우크라이나 드론 공격 주장”. 《더 키이우 인디펜던트》 (미국 영어). 2023년 11월 30일에 원본 문서에서 보존된 문서. 2023년 12월 1일에 확인함.
179. ↑  Elsa Court (2023년 11월 30일). “미디어: SBU, 러시아 극동 지역 철도 터널에서 폭발 일으켜”. 《더 키이우 인디펜던트》 (미국 영어). 2023년 12월 1일에 원본 문서에서 보존된 문서. 2023년 11월 30일에 확인함.
180. ↑  “Жесть Белгород”. 《텔레그램》. 2024년 1월 2일에 원본 문서에서 보존된 문서. 2024년 1월 2일에 확인함.
181. ↑  “SHOT”. 《텔레그램》. 2024년 1월 2일에 원본 문서에서 보존된 문서. 2024년 1월 2일에 확인함.
182. ↑  “SHOT”. 《텔레그램》. 2024년 1월 2일에 원본 문서에서 보존된 문서. 2024년 1월 2일에 확인함.
183. ↑  “РИА Новости”. 《텔레그램》. 2024년 1월 2일에 원본 문서에서 보존된 문서. 2024년 1월 2일에 확인함.
184. ↑  “URA.RU”. 《텔레그램》. 2024년 1월 2일에 원본 문서에서 보존된 문서. 2024년 1월 2일에 확인함.
185. ↑  David Axe (2024년 1월 4일). “우크라이나 사보타주범, 900마일 이동해 눈 덮인 러시아 비행장에 잠입, 한밤중에 러시아 수호이 전투 폭격기에 불 지르다”. 《Forbes》 (영어). 2024년 1월 26일에 원본 문서에서 보존된 문서. 2024년 1월 5일에 확인함.
186. ↑  Ostiller, Nate (2024년 1월 5일). “우크라이나 군 정보기관, 러시아 벨고로드주에 대한 국경 공격 주장”. 《더 키이우 인디펜던트》 (영어). 2024년 1월 6일에 원본 문서에서 보존된 문서. 2024년 1월 6일에 확인함.
187. ↑  “우크라이나, 러시아에 대한 드론 공격으로 전투를 강화하다”. 《가디언》. 2024년 1월 27일.
188. ↑  Khalilova, Dinara (2024년 1월 9일). “드론, 러시아 오룔 지역의 석유 저장고, 에너지 공급업체 공격했다고 보고”. 《더 키이우 인디펜던트》 (영어). 2024년 1월 9일에 원본 문서에서 보존된 문서. 2024년 1월 9일에 확인함.
189. ↑  Court, Elsa (2024년 1월 9일). “러시아 관리, 쿠르스크주 공격으로 여성 1명 사망 주장”. 《더 키이우 인디펜던트》 (영어). 2024년 1월 10일에 원본 문서에서 보존된 문서. 2024년 1월 10일에 확인함.
190. ↑  “러시아, 상트페테르부르크 상공에서 첫 드론 격추”. 모스크바 타임스. 2024년 1월 18일. 2024년 1월 18일에 원본 문서에서 보존된 문서. 2024년 1월 18일에 확인함.
191. ↑  Zakharchenko, Kateryna (2024년 1월 18일). “우크라이나, 상트페테르부르크 공격 확인, 드론이 푸틴의 발다이 관저 위로 날아갔다고 주장”. 더 키이우 포스트. 2024년 1월 18일에 원본 문서에서 보존된 문서. 2024년 1월 18일에 확인함.
192. ↑  “우크라이나 전쟁: 러시아 석유 저장고, 우크라이나 드론 공격으로 타격” (영국 영어). 2024년 1월 19일. 2024년 8월 23일에 원본 문서에서 보존된 문서. 2024년 1월 19일에 확인함.
193. ↑  Smith, Benedict (2024년 1월 19일). “러시아 석유 저장고, 우크라이나 드론 공격으로 불타다”. 《더 텔레그래프》 (영국 영어). ISSN 0307-1235. 2024년 10월 9일에 원본 문서에서 보존된 문서. 2024년 1월 19일에 확인함.
194. ↑  Time, Current. “우크라이나 드론, 러시아 브랸스크 지역 석유 저장고에 불 지르다, 주지사 말”. 《자유유럽방송》 (영어). 2024년 10월 7일에 원본 문서에서 보존된 문서. 2024년 1월 19일에 확인함.
195. ↑  “러시아 브랸스크 지역 석유 저장고, 드론 공격 후 화재 발생”. 《예루살렘 포스트 | JPost.com》 (미국 영어). 2024년 1월 19일. 2024년 3월 8일에 원본 문서에서 보존된 문서. 2024년 1월 19일에 확인함.
196. ↑  AFP (2024년 1월 19일). “키이우, 러시아 석유 저장고에 대한 새로운 공격 주장”. 《모스크바 타임스》 (영어). 2024년 11월 22일에 원본 문서에서 보존된 문서. 2024년 1월 19일에 확인함.
197. ↑  “러시아 관리: 드론 공격 잔해, 브랸스크주 석유 저장고에 화재 발생”. 《더 키이우 인디펜던트》 (영어). 2024년 1월 19일. 2024년 5월 10일에 원본 문서에서 보존된 문서. 2024년 1월 19일에 확인함.
198. ↑  “우크라이나, 러시아 석유 저장고에 대한 새로운 드론 공격 주장”. 프랑스 24. 2024년 1월 19일. 2024년 1월 19일에 원본 문서에서 보존된 문서. 2024년 1월 19일에 확인함.
199. ↑  Osborn, Andrew; Lebedev, Filipp (2024년 1월 19일). “러시아 석유 저장고, 우크라이나 드론 격추 후 화재 발생 - 주지사”. 로이터.
200. ↑  Andrew Osborn (2024년 1월 21일). “러시아 노바텍 발트해 터미널에서 화재 발생, 우크라이나 드론 공격으로 추정”. 로이터.
201. ↑  “러시아 후방 깊숙한 곳에서 야간에 폭발, 화재 보고, 우크라이나의 장거리 공격으로 추정”. 더 키이우 인디펜던트. 2024년 1월 21일. 2024년 2월 9일에 원본 문서에서 보존된 문서. 2024년 1월 21일에 확인함.
202. ↑  Abbey Fenbert (2024년 1월 25일). “러시아 크라스노다르 변경주 석유 저장고에서 화재 발생”. 더 키이우 인디펜던트. 2024년 1월 25일에 원본 문서에서 보존된 문서. 2024년 1월 25일에 확인함.
203. ↑  “드론, 상트페테르부르크 정유 공장에 추락”. 모스크바 타임스. 2024년 1월 31일. 2024년 1월 31일에 원본 문서에서 보존된 문서. 2024년 1월 31일에 확인함.
204. ↑  Kateryna Zakharchenko (2024년 1월 31일). “키이우, 상트페테르부르크 석유 정유 공장 드론 공격 확인, UAV가 러시아 최고의 방공망을 회피했다고 주장”. 더 키이우 포스트. 2024년 1월 31일에 원본 문서에서 보존된 문서. 2024년 1월 31일에 확인함.
205. ↑  “볼고그라드 지역의 주요 러시아 석유 정유 공장, 드론 공격의 희생양이 되다”. 더 키이우 포스트. 2024년 2월 3일. 2024년 2월 3일에 원본 문서에서 보존된 문서. 2024년 2월 3일에 확인함.
206. ↑  Mariia Tril (2024년 2월 9일). “러시아, 4개 지역, 흑해 상공에서 드론 19대 파괴했다고 주장”. 더 키이우 인디펜던트. 2024년 2월 9일에 원본 문서에서 보존된 문서. 2024년 2월 9일에 확인함.
207. ↑  “우크라이나, 러시아 크라스노다르 지역의 두 석유 정유 공장에 대한 드론 공격 주장”. 더 키이우 포스트. 2024년 2월 9일. 2024년 2월 9일에 원본 문서에서 보존된 문서. 2024년 2월 9일에 확인함.
208. ↑  Laura Gozzi (2024년 2월 15일). “우크라이나 전쟁: 러시아 국경 근처 벨고로드 쇼핑센터 공격”. BBC. 2024년 2월 15일에 확인함.
209. ↑  “러시아 벨고로드 주거 지역, 우크라이나 로켓에 맞다”. 알 자지라. 2024년 2월 15일. 2024년 2월 15일에 원본 문서에서 보존된 문서. 2024년 2월 16일에 확인함.
210. ↑  Illia Novikov; Emma Burrows (2024년 2월 15일). “러시아 벨고로드 시에서 미사일 공격으로 6명 사망, 18명 부상, 관리들 말”. 《워싱턴 포스트》. 2024년 2월 15일에 확인함.
211. ↑  Oliver Browning (2024년 2월 16일). “우크라이나 드론, 러시아 쿠르스크 지역 석유 저장고 타격 후 화염 맹렬”. 야후 뉴스!. 2024년 2월 16일에 원본 문서에서 보존된 문서. 2024년 2월 16일에 확인함.
212. ↑  “공군: 우크라이나, 아조프해 상공에서 또 다른 러시아 A-50 항공기 격추”. 《더 키이우 인디펜던트》 (영어). 2024년 2월 23일. 2024년 6월 17일에 원본 문서에서 보존된 문서. 2024년 2월 23일에 확인함.
213. ↑  Axe, David. “놀랍게도, 러시아 공군은 또 다른 희귀 A-50 레이더 항공기를 잃었다”. 《Forbes》 (영어). 2024년 3월 15일에 원본 문서에서 보존된 문서. 2024년 2월 23일에 확인함.
214. ↑  “격추된 A-50 항공기에서 5명의 소령을 포함한 러시아인 10명 사망 – 우크라이나 진실 소식통”. 《우크라이나 진실》.
215. ↑  “우크라이나, 침공 기념일에 대형 러시아 철강 공장 공격했다고 밝혀” (영어). 로이터. 2024년 2월 24일. 2024년 2월 24일에 확인함.
216. ↑  “우크라이나 드론, 러시아 국경 마을에서 3명 살해, 관리 말”. 모스크바 타임스. 2024년 2월 27일. 2024년 3월 7일에 원본 문서에서 보존된 문서. 2024년 3월 13일에 확인함.
217. ↑  Kateryna Denisova (2024년 3월 1일). “군 정보: 러시아 판치르 미사일 시스템, 벨고로드주에서 타격”. 더 키이우 인디펜던트. 2024년 3월 15일에 원본 문서에서 보존된 문서. 2024년 3월 13일에 확인함.
218. ↑  “드론, 러시아 상트페테르부르크 건물에 추락, 국가 방위군 사상자 없다고 밝혀”. 《로이터》. 2024년 3월 2일. 2024년 3월 3일에 원본 문서에서 보존된 문서. 2024년 3월 13일에 확인함.
219. ↑  “우크라이나, 러시아 철도 교량 폭파 책임 주장”. 프랑스 24. 2024년 3월 4일. 2024년 3월 14일에 원본 문서에서 보존된 문서. 2024년 3월 13일에 확인함.
220. ↑  Kateryna Denisova (2024년 3월 5일). “러시아, 드론 2개 지역 상공 격추 주장, 벨고로드주 석유 저장고 공격 보고”. 《더 키이우 인디펜던트》. 2024년 3월 5일에 원본 문서에서 보존된 문서. 2024년 3월 5일에 확인함.
221. ↑  Martin Fornusek (2024년 3월 6일). “업데이트: 러시아, 드론 3개 지역 공격 주장, 화재 보고”. 《더 키이우 인디펜던트》. 2024년 3월 30일에 원본 문서에서 보존된 문서. 2024년 3월 6일에 확인함.
222. ↑  “러시아, 우크라이나 드론 공격으로 국경에서 2명 사망했다고 밝혀”. 《모스크바 타임스》 (영어). 2024년 3월 8일. 2024년 6월 14일에 원본 문서에서 보존된 문서. 2024년 3월 9일에 확인함.
223. ↑  Dominic Culverwell (2024년 3월 9일). “러시아, 야간에 우크라이나 드론 47대 격추 주장”. 《더 키이우 인디펜던트》. 2024년 3월 15일에 원본 문서에서 보존된 문서. 2024년 3월 9일에 확인함.
224. ↑  Lidia Kelly (2024년 3월 10일). “여성, 우크라이나의 러시아 쿠르스크 포격으로 사망, 주지사 말”. 《로이터》 (영어). 2024년 3월 10일에 확인함.
225. ↑  “주지사: 러시아 쿠르스크주 석유 저장고에서 화재 발생”. 《더 키이우 인디펜던트》 (영어). 2024년 3월 10일. 2024년 3월 15일에 원본 문서에서 보존된 문서. 2024년 3월 10일에 확인함.
226. ↑  “러시아, 레닌그라드 지역에서 우크라이나 드론 격추했다고 밝혀”. 《모스크바 타임스》 (영어). 2024년 3월 10일. 2024년 3월 11일에 확인함.
227. ↑  Kateryna Denisova (2024년 3월 12일). “러시아 주지사, 벨고로드 행정 건물 드론 공격 주장”. 《더 키이우 인디펜던트》 (영어). 2024년 3월 16일에 원본 문서에서 보존된 문서. 2024년 3월 12일에 확인함.
228. ↑  Olena Goncharova (2024년 3월 12일). “드론 공격 후 러시아 여러 석유 정유 공장에서 화재 보고”. 《더 키이우 인디펜던트》 (영어). 2024년 3월 13일에 원본 문서에서 보존된 문서. 2024년 3월 12일에 확인함.
229. ↑  Kateryna Denisova (2024년 3월 12일). “러시아, 7개 지역 상공에서 우크라이나 드론 격추 주장”. 《더 키이우 인디펜던트》 (영어). 2024년 3월 17일에 원본 문서에서 보존된 문서. 2024년 3월 12일에 확인함.
230. ↑  Guy Faulconbridge; Lidia Kelly (2024년 3월 13일). “우크라이나, 러시아 정유 공장 공격, 로스네프트 정유 공장 손상”. 《로이터》 (영어). 2024년 5월 29일에 원본 문서에서 보존된 문서. 2024년 3월 12일에 확인함.
231. ↑  Laura Gozzi (2024년 4월 2일). “우크라이나 전쟁: 러시아 영토 깊숙이 침투한 우크라이나 드론 공격으로 12명 부상”. 《BBC》. 2024년 4월 12일에 원본 문서에서 보존된 문서. 2024년 5월 16일에 확인함.
232. ↑  “미사일, 러시아 깊숙이 산업 목표물에 대한 드론 공격 후 우크라이나 드니프로 강타”. 《자유유럽방송》 (영어). 2024년 4월 22일에 확인함.
233. ↑  Newdick, Thomas (2024년 4월 2일). “러시아의 샤헤드-136 공장, 드론으로 개조된 경비행기에 의해 공격받다”. 《The War Zone》 (영어). 2024년 4월 2일에 확인함.
234. 1 2  Fenbert, Abbey; Khrebet, Alexander (2024년 4월 4일). “러시아, 대규모 우크라이나 드론 공격 보고, 공군 기지 공격 주장”. 《더 키이우 인디펜던트》 (영어). 2024년 4월 12일에 원본 문서에서 보존된 문서. 2024년 4월 21일에 확인함.
235. 1 2 3  Novikov, Illia (2024년 4월 5일). “우크라이나, 전쟁 중 가장 큰 드론 공격 중 하나로 러시아 전투기 파괴했다고 주장”. 《AP 뉴스》 (영어). 2024년 4월 21일에 확인함.
236. 1 2 3 4  Greenall, Robert (2024년 4월 5일). “우크라이나 전쟁: 우크라이나, 드론에 의해 러시아 항공기 6대 파괴했다고 밝혀”. 《BBC 뉴스》. 2024년 4월 14일에 원본 문서에서 보존된 문서. 2024년 4월 21일에 확인함.
237. 1 2  Zakharchenko, Kateryna; Orlova, Alisa (2024년 4월 5일). “키이우, 공군 기지에서 우크라이나 드론 러시아 항공기 6대 파괴 확인, 3곳 이상 폭파”. 《더 키이우 포스트》 (영어). 2024년 4월 21일에 확인함.
238. 1 2  Dmytriieva, Daria. “우크라이나, 러시아 공군 기지 3곳 공격, Tu-95MS 손상”. 《RBC-우크라이나》 (영어). 2024년 4월 9일에 원본 문서에서 보존된 문서. 2024년 4월 21일에 확인함.
239. ↑  “ISW, 공군 기지에서 러시아 항공기가 타격받았다는 시각적 증거 찾지 못해” (영어). 2024년 4월 8일에 원본 문서에서 보존된 문서. 2024년 4월 8일에 확인함.
240. ↑  Nate Ostiller (2024년 4월 8일). “러시아 미사일 함선, 칼리닌그라드 근처에서 불이 붙었다고 보고, 우크라이나 정보기관 주장”. 더 키이우 인디펜던트. 2024년 4월 27일에 원본 문서에서 보존된 문서. 2024년 5월 16일에 확인함.
241. ↑  Zakharchenko, Kateryna (2024년 4월 8일). “우크라이나, 러시아 칼리닌그라드에서 세르푸호프 미사일 함선에 불 지르다, 정보원 말”. 《더 키이우 포스트》 (영어). 2024년 4월 20일에 원본 문서에서 보존된 문서. 2024년 4월 21일에 확인함.
242. ↑  “러시아, 우크라이나 대함 미사일 파괴, 드론 4대 격추했다고 밝혀”. 로이터. 2024년 4월 9일. 2024년 4월 9일에 원본 문서에서 보존된 문서. 2024년 4월 9일에 확인함.
243. ↑  “우크라이나 포격, 러시아 국경 지역에서 2명 살해”. 모스크바 타임스. 2024년 4월 9일. 2024년 4월 16일에 원본 문서에서 보존된 문서. 2024년 5월 16일에 확인함.
244. ↑  “러시아 내부 우크라이나 드론 공격으로 3명 사망 – 주지사”. 모스크바 타임스. 2024년 4월 10일. 2024년 5월 19일에 원본 문서에서 보존된 문서. 2024년 5월 16일에 확인함.
245. ↑  Kateryna Denisova (2024년 4월 16일). “출처: 우크라이나, 브랸스크주에서 러시아 장거리 레이더 시스템 타격”. 《더 키이우 인디펜던트》. 2024년 6월 12일에 원본 문서에서 보존된 문서. 2024년 5월 16일에 확인함.
246. ↑  Chris York (2024년 4월 17일). “출처: HUR, 타타르스탄의 러시아 폭격기 공장 공격 확인”. 《더 키이우 인디펜던트》. 2024년 6월 1일에 원본 문서에서 보존된 문서. 2024년 5월 16일에 확인함.
247. ↑  Kateryna Denisova (2024년 4월 17일). “출처: 우크라이나, 러시아 모르도비야 공화국의 레이더 기지 공격”. 《더 키이우 인디펜던트》. 2024년 4월 27일에 원본 문서에서 보존된 문서. 2024년 5월 16일에 확인함.
248. ↑  “키이우, 러시아 군용기 격추했다고 밝히면서 우크라이나 공격으로 최소 9명 사망”. 《프랑스 24》. 2024년 4월 19일. 2024년 6월 6일에 원본 문서에서 보존된 문서. 2024년 5월 16일에 확인함.
249. ↑  Kateryna Zakharchenko (2024년 4월 19일). “키이우, S-200 시스템으로 러시아 전략 폭격기 첫 파괴 성공”. 《더 키이우 포스트》. 2024년 5월 16일에 원본 문서에서 보존된 문서. 2024년 5월 16일에 확인함.
250. ↑  Dinara Khalilova (2024년 4월 26일). “출처: 우크라이나, 모스크바 비행장에서 러시아 Ka-32 헬리콥터 파괴”. 《더 키이우 인디펜던트》. 2024년 6월 11일에 원본 문서에서 보존된 문서. 2024년 4월 26일에 확인함.
251. ↑  David Axe (2024년 5월 1일). “러시아 공군병들은 강력한 활공 폭탄 키트를 창고에 채웠다. 곧, 수십 대의 우크라이나 드론이 몰려왔다.”. 《Forbes》. 2024년 5월 2일에 원본 문서에서 보존된 문서. 2024년 4월 27일에 확인함.
252. ↑  Dinara Khalilova (2024년 4월 27일). “출처: SBU, 러시아 크라스노다르 지역의 석유 정유 공장, 군사 비행장 타격”. 《더 키이우 인디펜던트》. 2024년 6월 14일에 원본 문서에서 보존된 문서. 2024년 4월 27일에 확인함.
253. ↑  Olga Voitovych; Lauren Said-Moorhouse (2024년 4월 27일). “러시아 석유 정유 공장 드론 공격 후 부분적으로 운영 중단, 우크라이나 열에너지 발전소 손상”. 《CNN》. 2024년 5월 8일에 원본 문서에서 보존된 문서. 2024년 4월 27일에 확인함.
254. ↑  Illia Novikov (2024년 4월 27일). “러시아, 우크라이나 남부 지역에 드론 발사, 우크라이나 에너지 부문에 대한 공격 재개”. 《워싱턴 포스트》. 2024년 4월 27일에 확인함.
255. ↑  “러시아 크라스노다르 지역의 석유 정유 공장, 우크라이나 드론 공격으로 손상, 당국 말”. 《CNBC》. 2024년 4월 27일. 2024년 5월 10일에 원본 문서에서 보존된 문서. 2024년 4월 27일에 확인함.
256. ↑  Tom Balmforth (2024년 4월 27일). “우크라이나 드론, 러시아 크라스노다르 지역의 두 정유 공장, 비행장 목표, 키이우 소식통 말”. 《로이터》. 2024년 4월 27일에 확인함.
257. ↑  Dinara Khalilova (2024년 4월 27일). “우크라이나 군 정보기관, 러시아 5백만 달러짜리 레이더 시스템 타격했다고 밝혀”. 《더 키이우 인디펜던트》. 2024년 6월 13일에 원본 문서에서 보존된 문서. 2024년 4월 27일에 확인함.
258. ↑  “우크라이나 드론 공격, 러시아 국경 지역에서 최소 6명 사망, 주지사 말”. 《프랑스 24》. 2024년 5월 6일. 2024년 5월 14일에 원본 문서에서 보존된 문서. 2024년 5월 6일에 확인함.
259. ↑  “우크라이나 드론 공격으로 러시아 벨고로드 사망자 8명으로 증가”. 모스크바 타임스. 2024년 5월 8일. 2024년 5월 9일에 원본 문서에서 보존된 문서. 2024년 5월 9일에 확인함.
260. ↑  Kateryna Hodunova (2024년 5월 9일). “러시아, 우크라이나 벨고로드주 공습으로 8명 부상 주장”. 《더 키이우 인디펜던트》. 2024년 5월 16일에 원본 문서에서 보존된 문서. 2024년 5월 9일에 확인함.
261. ↑  “우크라이나 업데이트: 드론, 러시아 벨고로드, 크라스노다르 타격”. 《도이체 벨레》. 2024년 5월 9일. 2024년 5월 9일에 원본 문서에서 보존된 문서. 2024년 5월 9일에 확인함.
262. ↑  “처음으로 드론, 러시아 바시코르토스탄의 석유 정유 공장 공격”. 《모스크바 타임스》. 2024년 5월 9일. 2024년 5월 9일에 원본 문서에서 보존된 문서. 2024년 5월 9일에 확인함.
263. ↑  David Axe (2024년 5월 9일). “우크라이나 스포츠 비행기 드론, 러시아로 800마일 비행하여 석유 정유 공장 폭파”. 《Forbes》. 2024년 5월 10일에 원본 문서에서 보존된 문서. 2024년 5월 10일에 확인함.
264. ↑  Tom Balmforth (2024년 5월 10일). “우크라이나 드론, 러시아 석유 시설에 '기록적인' 1,500km 떨어진 곳 타격, 소식통 말”. 《야후 뉴스!》. 2024년 5월 10일에 원본 문서에서 보존된 문서. 2024년 5월 10일에 확인함.